# Јурофајтер тајфун
Јурофајтер тајфун (енгл. Eurofighter Typhoon) је маневарски, вишенаменски, двомоторни ловачки авион четврте генерације. Настао је кроз сарадњу и кооперацију Уједињеног Краљевства, Немачке, Шпаније и Италије. Намењен је за војне потребе ових земаља, као и за извоз. За развој и производњу овог авиона одговорна је група ваздухопловних фирми из кооперантских земаља, окупљених у оквиру холдинга Јурофајтер корпорације, основане 1986. године.
Први лет прототипа реализован је 27. марта 1994. године, а у оперативну употребу уведен је 4. августа 2003. Као и код свих осталих напредних европских пројеката тог времена — Рафала, JAS 39 грипена и Новог авиона — концепција Тајфуна заснива се на аеродинамичкој шеми канарда и делта крила. Тајфун је веома агилан авион, поседује напредне системе и смањену уочљивост за непријатељске сензоре, што га сврстава у светски врх ловачких авиона. Интеграција система је извршена на основу стандарда магистрале података MIL-1553, уз подршку преко 80 рачунара, што авиону даје велику оперативну ефикасност, функционалну поузданост, растерећење пилота од сувишних радњи и потенцијал за даљу надградњу.
Серијски стандард Тајфуна заснива се на погону са два мотора Јуроџет ЕЈ200, без система за управљање вектором потиска. Систем за управљање вектором потиска већ је развијен, а следи његово испитивање и конверзија у авионе из серије 3.
За сада су поруџбине извршиле четири кооперантске државе, као и ратна ваздухопловства Аустрије и Саудијске Арабије. Серијска производња Тајфуна подељена је у три партије. Стандард дефиниције авиона је пројектно и производно разврстан по партијама и по блоковима у оквиру процеса постепене надградње његових способности.
Тајфун је најнапреднији вишенаменски борбени авион нове генерације тренутно доступан на светском тржишту. Почетним планом од 765 и до сада уговорених 559 примерака авиона, Тајфун је највећи европски војни програм сарадње у сегменту високе технологије, што значајно јача европску ваздухопловну и осталу индустрију у глобалној конкуренцији. Запошљава више од 100.000 људи у 400 компанија у водећим земљама Европе. Јурофајтер корпорација руководи програмом у име својих акционара оснивача са прометом од 60,7 милијарди евра (2006). Са извозом 72 авиона у Саудијску Арабију, остварен је уговор вредан 4.430 милиона фунти (око 6,4 милијарде евра 2007. године).

## Одвијање програма

### Развој
Почетком осамдесетих година двадесетог века, земље западне Европе значајније су заостајале у борбеној авијацији прве линије, а њихове ваздухопловне индустрије су прекинуле континуитет развоја и производње у домену напредних ваздухопловних технологија. Француска се зауставила на авионима Мираж 2000 и Мираж 4000, Уједињено Краљевство на Панавија торнаду, док је Немачка куповала америчке ловачке авионе. У САД су се одвијали напреднији програми F-15 игл и F-16 фајтинг фалкон и суперкрсташ F-22 раптор, а у Совјетском Савезу, програми авиона Су-27 и МиГ-29. У том периоду покренута су четири нова авионска програма у Европи — програм сарадње најмоћнијих земаља Европе (касније завршен као Јурофајтер тајфун), Рафал, кога је развила Француска након повлачења из заједничког европског програма, JAS 39 грипен који је самостално финансирала Шведска уз технолошку подршку Британаца и Нови авион који је развијала Југославија, уз технолошку подршку Француза. Сва ова четири програма заснивала су се на сличном концепту спрегнутих канарда и делта крила, с тим што Рафал и Тајфун погоне два мотора, а JAS 39 грипен и Нови авион (нереализован због распада Југославије) један.
Прве идеје о формирању тактичко-техничких захтева и концепта заједничког европског авиона потекле су од водећих европских чланица НАТО-а — Немачке, Француске и Уједињеног Краљевства. Међутим, Француска се убрзо повукла из те кооперације у жељи да пласира властиту развијену модерну ваздухопловну технологију у свој авион, оптимизиран за своје потребе, уз максимално ангажовање својих капацитета ваздухопловне индустрије. Французи су инсистирали на добијању 50% од свих послова, а кад то нису постигли, повукли су се и започели сопствени програм.
Уједињено Краљевство је 1971. године дефинисало захтев за нови ловачки авион са спецификацијом AST 403 коју је издало Краљевско ратно ваздухопловство Велике Британије 1972. Радило се о дефиницији авиона са класичним концептом, познатим као P.96, који је приказан крајем 1970. године. На основу спецификација AST 403, Бритиш ерспејс (енгл. British Aerospace, BAE) је урадио пројекте у више варијанти, од којих је била усвојена варијанта „лаганог ловца“ P.106B. Тај пројекат је испуњавао захтеве ратног ваздухопловства, али није имао потенцијал за будућу надградњу и перспективу за извоз. Као резултат тог настојања, након споразума Велике Британије, Западне Немачке и Италије, у априлу 1982. године покренут је програм развоја експерименталног агилног борбеног авиона (енгл. Agile Combat Aircraft) ACA. Овај авион је био сличан британском P.110, са делта крилом двоструке стреле (трисонично), канардом и двоструким вертикалним репом. Погон ACA, састојао се од два мотора модификоване верзије RB199. Када су немачка и италијанска влада повукле своју финансијску подршку овом пројекту, Уједињено Краљевство се сложило да само сноси све трошкове. У мају 1983. године, Бритиш ерспејс је потписао уговор са Министарством одбране за развој и производњу експерименталног авиона, демонстратора нових технологија ACA (истовремено су га звали и EAP — енгл. Experimental Aircraft Programme), који је полетео 1986.
У мају 1986. године паралелно је потписан и споразум о изградњи два авиона демонстратора нових технологија, X-31 EFM (енгл. Enhanced Fighter Maneuverability) између влада Немачке и САД. Први лет овог авиона одржан је 11. октобра 1990. године, а у августу 1993. године одржана је и симулација његове борбе у ваздуху са F/A-18C. Стечена искуства су касније пренета на решења пројекта Јурофајтера. Пројекат X-31 EFM је трајао до октобра 1994. године, при чему је истраживана технологија управљања, под екстремним нападним угловима у маневру, уз помоћ промене правца дејства вектора потиска. Вршена су и истраживања при аутоматском слетању код нападног угла до 24 степена, с намером да се смањи потребна дужина стазе за слетање. Други авион је реактивиран 2002. за напредне студије система команди лета, и могућности лета без крмила правца. Програм EFM, поред доказаних компоненти система опреме и и савремене аеродинамике, обухватио је и интеграцију специјалне кациге са постављеном визуелизацијом на визиру и система аудио приказа. Положаји циљева у ваздуху графички су приказивани у три димензије на визиру кациге.
Западна Немачка је 1979. године дефинисала захтев за новог ловца кроз развој концепта са ознаком TKF-90. Пројекат се заснивао на аеродинамичкој шеми делта крила двоструке стреле нападне ивице (трисонично крило) са канардом, електричним командама лета и вештачкој стабилности. Британци су се сложили с овом савременом концепцијом иако су је кориговали и пролонгирали реализацију неких од њених функција, као нпр. управљање с вектором потиска мотора.
Упркос великим напорима Француске, Шпанија је ипак одлучила да не учествује у француском програму Рафал. С друге стране, у Торину, 2. августа 1985. године, Западна Немачка, Уједињено Краљевство и Италија су се сложиле да наставе сарадњу на Јурофајтеру, док им се Шпанија коначно придружила почетком септембра исте године.
У Минхену је 1986. године основан холдинг Јурофајтер корпорација, у функцији координације свих активности на програму које су се реализовале у истраживачко-развојним и производним ваздухопловним капацитетима коопераната. Расподела трошкова је била: по 33% Немачка и Уједињено Краљевство, 21% Италија и 13% Шпанија. У време потписивања споразума развоја између четири партнерске државе, договорена је набавка 765 авиона — по 250 за Немачку и Велику Британију, 165 за Италију и 100 за Шпанију. Такође, истовремено и по истом принципу, у Минхену је основан холдинг Јуроџет турбо с циљем обезбеђивања погона (мотора) за Јурофајтер.
Овај пројекат је у почетку имао назив Јурофајтер EFA, а 1992. године преименован је у EF2000, да би коначно добио усаглашен назив Јурофајтер тајфун.
До 1990. године, избор радара био је главни камен спотицања. Уједињено Краљевство, Италија и Шпанија залагале су се за Ферантијев систем за противваздухопловну одбрану, заснован на радару ECR-90, док је Немачка фаворизовала APG-65 на бази решења MSD2000 (сарадња између Хјуза, AEG и GEC-Марконија). Договор је коначно постигнут након гаранције Велике Британије да ће њихова влада одобрити пројекат и омогућити GEC-у да стекну права на Ферантијев систем за противваздухопловну одбрану. На основу тога, GEC је повукла предлог и подршку решењу MSD2000.

### Испитивање
Први пробни лет прототипа Јурофајтера, одржан је 27. марта 1994. године у Баварској и том приликом авионом је управљао пробни пилот Питер Венгер. У децембру 2004. године у Шведској, испитано је понашање авиона при лету у условима великих температурних разлика, у опсегу од -25° C до 31° C, а потпуно опремљен прототип № 7 из партије 2, испитан је у јануару 2008. године.
У 2007. години био је одржан први лет прототипа № 5 са демонстрацијом и испитивањем доплер радара са решеткастом антеном и активним електронским скенирањем који је био наменски развијен за Јурофајтер. Производња и интеграција ове верзије радара CAPTOR–E била је предвиђена у оквиру партије 3. Авиони из партије 2 не користе радар са електронским већ са механичким скенирањем (CAPTOR-М), који задовољава тежинске и запреминске услове за накнадну интеграцију савременог стандарда CAPTOR–E у тај простор.
Велика Британија, Немачка, Италија и Шпанија су закључили уговор, у нивоу једне милијарде евра, за завршетак развоја и интеграције радара CAPTOR–E AESA на Јурофајтер. Сматра се да ће та реализација кључно допринети способности овог борбеног авиона и представљати му важан продајни адут, на извозном тржишту. Уговор о интеграцији радара са електронским скенирањем, на авион Јурофајтер, објављен је 19. новембра 2014. године.

### Поруџбине
У току уговарања програма авиона Јурофајтер тајфун 1985. године, договорена је укупна серија од 765 примерака. Према тој серији су процењени трошкови и расподела производње између коопераната. Споразум о поруџбини је потписан 30. јануара 1998. године, са Јурофајтер корпорацијом и са Јуроџет турбо. Он се односио на испоруку Тајфуна кооперантима: Великој Британији 232, Немачкој 180, Италији 121 и Шпанији 87 примерака. Подела производње била је поново ажурирана према овом споразуму: британско учешће износило је 37,42%, немачко 29,03%, италијанско 19,52% и шпанско 14,03%.
Званична промоција Јурофајтера, одржана је 2. септембра 1998. године, на аеродрому Фарнбороу, поред Лондона. Тада је назив Тајфун формално био усвојен, додуше, само за извоз. Немци су имали одређене резерве према том називу пошто је асоцирао на Хокер тајфун, ловац-бомбардер којим је РАФ током Другог светског рата дејствовао по циљевима у њиховој земљи. Из истих разлога одбачени су и други предлози, као нпр. Спитфајер.
У септембру 1998. године потписани су уговори за производњу 148 авиона из партије 1 као и за будућу набавку из партије 2. У марту 2008. године били су завршени авиони из партије 1 и сукцесивно су испоручивани немачком ваздухопловству. Прва два од 91 авиона из партије 2 испоручени су 21. октобра исте године, а остали у наредне четири, према редоследу поруџбина.
У октобру 2008. године кооперанти су покренули преиспитивање својих поруџбина због кризе и лимитираних војних буџета. Било је предложено да се договорени број из партије 3, од 236 авиона, подели у две фазе. У јуну 2009. године, Краљевско ратно ваздухопловство Велике Британије је смањило своју поруџбину на само 120 авиона (из партија 1 и 2), уместо раније планираних 232 (види табелу испод). Упркос том смањењу, 14. маја 2009. године британски премијер Гордон Браун је изјавио да ће Уједињено Краљевство направити трећу поруџбину. Крајем јула 2009. године био је потписан уговор за први део партије 3 (партија 3А) која се састојала од укупно 112 авиона за четири кооперанске државе: 40 авиона за Велику Британију, 31 за Немачку, 21 за Италију, а 20 за Шпанију. Након испоруке ових 40 авиона, Британци су изјавили да су због прекорачења укупних трошкова њихове обавезе према програму у потпуности извршене, имајући у виду да испорука Саудијској Арабији иде из њиховог контингента од расподеле (160+72). Министар одбране УК је изјавио да Уједињено Краљевство не може учествовати у наруџбини авиона из партије 3B. По томе питању је став произвођача да они раде на програму Тајфуна са условима утвђене серије од 620 примерака и да је на владама да се договарају међу собом у оквиру те заједничке цифре.
| Аустрија             |     |     | 15  |     |     | 15  |
| Немачка              | 250 | 180 | 33  | 79  | 31  | 143 |
| Италија              | 165 | 121 | 28  | 47  | 21  | 96  |
| Саудијска Арабија    |     |     |     | 24  | 48  | 72  |
| Шпанија              | 100 | 87  | 19  | 34  | 20  | 73  |
| Уједињено Краљевство | 250 | 232 | 53  | 67  | 40  | 160 |
| Оман                 |     |     |     |     | 12  | 12  |
| Укупно               | 765 | 620 | 148 | 251 | 172 | 571 |

### Производња
Јурофајтер тајфун у савременој ваздухопловној индустрији представља јединствен случај склапања борбених авиона на четири међусобно удаљене локације. Компаније одговорне за финализацију авиона земаља коопераната ангажују остале фирме ваздухопловне индустрије дотичне земље, на производњи делова и склопова, у оквиру свога добијеног дела (процента) у складу са глобалном договореном расподелом за све авионе из укупне планиране серије од 620 примерка (укључујући и извоз). Пета линија завршне монтаже је успостављена за преосталих 48 авиона Саудијске Арабије, у тој земљи. Свако одступање од тога плана изискује прерасподелу учешћа у производњи и у трошковима. Ако нека земља кооперант смањи своју поруџбину дужна је да свима осталима компензира утицај тога на пораст јединичне цене авиона.
Производња је подељена на следећи начин: 
- Немачка фирма Премијум аеротек, производи централни склоп трупа, 30% (180 авиона).
- Шпанска фирма EADS CASA, производи десно полукрило и преткрилца, 13% (87 авиона).
- Британска фирма BAE систем, производи предњи и задњи део трупа, леђни хрбат, вертикални реп и унутрашње флапероне, 37,5% (232 авиона).[13][27]
- Италијанска фирма Аленија аеронаутика, производи лево полукрило, спољашње флапероне и задњу секцију трупа.

Производња је подељена на три партије (види горњу табелу). Партије се разликују по ценама. Партија 3 ће највероватније бити заснована на партији 2, са додатним побољшањима конструкције и опремања авиона. Партија 3 је подељена на фазе A и B.
Подела производње на партије је извршена због лакшег система финансирања у два дела. Развој серије прати се по дефинисаним стандардима који се односе на измене документације као и на реализовани квалитет по „блоковима“ производње. Поруџбине и лансирање производње одвијају се по серијама, мада постоје и међусобна непоклапања. На пример, Јурофајтер одређен са FGR4 за РАФ, припада партији 1 и блоку 5. Серија 1 покрива блок 1, али с друге стране серија 2 покрива блок 2, 2B и 5. Значи, у принципу наручена серија може бити лансирана у производњи за било који постојећи (развијени) стандард Тајфуна, према жељи купца тј. корисника.
Стоти авион по стандарду ZK315 (интерна ознака за стандард) био је произведен у Вортону 25. маја 2011. године, а у септембру 2015. укупно 444 примерака, у свим производним погонима.

### Трошкови
У британском парламенту, 1988. године, државни секретар за оружане снаге је изјавио да пројекат Јурофајтер тајфун Уједињено Краљевство кошта око 7 милијарди фунти. Међутим, реалнија процена била је 13 милијарди фунти — 3,3 милијарде фунти за трошкове развоја, плус 30 милиона фунти по авиону. До 1997. процена трошкова је достигла 17 милијарди фунти, а до 2003. године чак 20 милијарди фунти. Кашњење испорука авиона РАФ-у повећало је трошкове чије је ажурирање Министарство одбране одбило. Међутим, 2011. године државна ревизорска институција је проценила да ће британски укупни трошкови на крају бити 37 милијарди фунти, то јест јединична цена авиона Тајфун износиће 126 милиона фунти. До 2007. године, Немачка је проценила укупне јединичне трошкове (авиона, обука и резервни делови) на 120 милиона евра, са тенденцијом сталног повећања. Немачком наруџбином 31 авиона из партије 3А по цени од 2,8 милијарди евра 17. јуна 2009, јединична цена је пала на 90 милиона евра по авиону. Јединична цена за Шпанију износила је 88,4 милиона евра по авиону. Узроци разлике у ценама налазили су се у различитој дефиницији стандарда опремања и наоружавања.
Комитет за јавне рачуне Велике Британије саопштио је да је лоше управљање пројектом изазвало раст јединичних цена авиона за 75%.
Цена сата лета износила је 43.000 евра у 2010. години. Рад на одржавању „тајфуна“ мањи је од 9 „човек сати“. по једном лету. Очекивана рационализација садржи: 
- Смањење количине рада на одржавању.
- Замену мотора ангажовањем четири механичара који би обавили посао за 45 минута.
- Отклањање недостатака од 3 часа: смањење на 90 минута[г].
- Претполетни преглед: мање од 15 минута, ангажована два лица.
- Послелетни преглед: мање од 45 минута, ангажована два лица.
- Поставку конфигурације наоружања ваздух-ваздух: мање од 23 минута, ангажовано 6 лица.
- Поставку конфигурације наоружања ваздух-земља: мање од 30 минута,
 ангажовано 6 лица.[34][35][36]

### Надоградња
Одлучено је 2002. године, да се Ракета MBDA метеор дугог домета ваздух–ваздух употреби за опремање Јурофајтера тајфуна. Предвиђено је да се уведе у оперативну употребу у августу 2012. године. Ова ракета је развијена у међународној кооперацији Француске, Уједињеног Краљевства, Немачке и Италије.
Корисници Тајфуна су 2009. године размотрили побољшање тренутне флоте употребом ракете MBDA метеор и одлучили су се за решење примене радара са решеткастом антеном са активним електронским скенирањем, што је био предуслов за употребу тог оружја. У саопштењу од 22. јуна 2011. године, речено је да ће европски партнери финансирати развој следеће генерације радара са електронским скенирањем, почев од његовог увођења у оперативну употребу 2015. године. Са овим ће се повећати ефективна површина антене радара, а тиме и емитована снага електромагнетних таласа и домет радара, па ће се и ракета Метеор моћи користити у оквиру својих граничних перформанси.
Јуроџет турбо покушава да пронађе финансијска средства за испитивање тродимензионалне млазнице за векторско управљање са потиском мотора на авиону демонстратору нових технологија. Поред тога, РАФ је настојао да развије простране резервоаре за гориво за своје Тајфуне (као код Рафала, приљубљене уз задњи део трупа). С тиме би се ослободиле подвесне тачке за подвешавање оружја. То је планирано да се реализује у производњи партије 3.

## Опис пројектних решења

### Општа концепција
Јурофајтер тајфун је пројектован по савременој аеродинамичкој шеми, са канардом и делта крилом према оптимизираним захтевима велике агилности, смањене уочљивости и интеграције напредних система. То га сврстава у светски врх ловачких авиона, четврте генерације и у неким елементима и пете (4+) (види поглавље „борбена способност“).
Због своје аеродинамичке конфигурације (канард и делта крило), отпор је умањен (посебно таласни). Због високог односа потиска мотора и масе авиона, Тајфун има велико убрзање и врхунске остале летне перформансе на свима режимима лета, укључујући и фазе полетања и слетања. Користећи најновију технологију управљања са високим степеном аеродинамичке нестабилности, као и широку употребу композитних материјала (на бази угљеничних влакана), постигнути су габарити мањи за 10—20%, као и мања маса за 30% Тајфуна у односу на своје претходнике.
Тајфуна је веома окретан авион у целој анвелопи лета. Четвороструке дигиталне електричне команде лета омогућују му релаксирану статичку стабилност, а на подзвучним режимима лета има значајну нестабилност, као и аутоматско ограничавање маневра у границама целе пројектоване анвелопе лета (маневар без бриге пилота). Уз то, поседује и високу интеграцију опреме и наоружања.
Та решења дају следећи резултат:
- Високи однос потисак / тежина + ниски прираст отпора крила = агилност
- Агилност + висока интеграција авионских система и наоружања = борбена супериорност[13][39]

Енергија за погон авионских система са хидропокретачима остварена је помоћу два равноправна и једног помоћног хидросистема са номиналним притиском од 275 бара. Сваки главни хидросистем напаја по једна хидропумпа, прикључена на по један мотор. Хидросистеми снабдевају хидропокретаче командних површина (канарда, флаперона, преткрилаца и крмила правца), стајног трапа, аеродинамичких кочница, покретних елемената млазница мотора, при промени површине излазног пресека и друго. Ова чињеница одређује суштинску улогу хидросистема за укупну поузданост авиона, због чега је реализована трострука резервисаност, са 16 распоређених сензора, за контролу притиска хидроуља. Ови сензори су повезани са авионским рачунаром помоћу дигиталног интерфејса.
Тајфуна поседује систем за пријем горива у току лета. Наливно грло (сонда), уграђено је испред кабине пилота. Кочни падобран је уграђен у контејнер, у корену вертикалног стабилизатора, са наменом смањења стазе „трчања“, после слетања. Тајфун зато може користити аеродроме са кратким стазама, као и делове ауто-пута. Између гондола мотора, уграђена је кука, која се користи само у хитним случајевима кочења са еластичним ужетом, развученим по принципу кориштеним за палубно слетање.

### Аеродинамика
Један од највећих изазова у развоју агилног ловачког авиона Тајфуна, била је његова аеродинамика. Задата је веома захтевна оптимизација карактеристика авиона у целој анвелопи лета, а то је подразумевало и посебна решења са максималном статичком нестабилношћу у уздужном кретању авиона, на свим областима брзина. Максимално су коришћене могућности аеродинамике, првенствено на оптимизацији крила, за све три области брзина лета (трисонично крило) и испред њега интеграција канарда. Аеродинамичари су имали тежак технички проблем да помире контрадикторне захтеве за облик крила у три области брзина (подзвучној, кроззвучној и надзвучној). Тај проблем је био присутан и раније, још код друге и треће генерације ловачких авиона. У периоду треће генерације, покушано је његово решавање са механичком (кинематичком) променом угла стреле крила у функцији Маховог броја, али је то пеналисано сложеношћу, већом масом и порастом цене авиона. На оптимизацији универзалног облика крила, за све три области брзина струјања, светски институти и лабораторије годинама су радили на истраживању како би дошли до неког решења. Резултат тих истраживања је тако звано трисонично крило са фиксним углом стреле нападне ивице, променљиве вредности дуж размаха. У кореном делу крила угао стреле је већи. Тај облик делта крила постао је заштитни знак препознавања четврте генерације ловачких авиона, па и Тајфуна, али због једноставности производње крила задржан је константан угао стреле нападне ивице. Ефекат повећања угла стреле у кореном делу изведен је са нападном ивицом гондола мотора које су делимично посредници између кореног дела полукрила и трупа (то су одвојени производни склопови). Са таквим обликом делта крила, интегрисан је канард, уз пажљиво одређивање њихове оптималне међусобне удаљености по дужини и висини. Експериментално је истражен положај канарда, по критеријуму да је укупни узгон авиона оптимизиран за најмањи индуковани отпор, за случајеве уравнотежења авиона са канардом на свима режимима лета. Резултати испитивања, шематски су приказани на слици десно. У томе истраживању анализиран је и утицај положаја канарда на максимални узгон авиона и на потребну снагу за уравнотежење авиона, као и на вредност потребног волумена командне површине. На основу добијених резултата изабрана је конфигурација канард и делта крило за Тајфун, према усвојеном критеријуму оптимизације перформанси првенствено у маневру.
Канард има намену крмила за управљање у уздужном кретању авиона, а на Тајфуна се са левом и десном површином независно управља са сигналом из система команди лета. На тај начин се са њиховим једнаким закретањем генерише момент пропињања, а са неједнаким и момент ваљања. Када авион при слетању додирне стазу са предњим точком, канард се аутоматски отклања у посебан положај, са функцијом допунске аеродинамичке кочнице.
Да би се Тајфуну обезбедила неопходна управљивост у условима велике статичке нестабилности, једино решење је било применити електричне команде лета врхунских перформанси, високе поузданости и са моћним рачунарима. Проблем су такође били и захтеви за одржавање линеарне аеродинамике због коришћења математичког модела и закона управљања система команди лета заснованих на принципима линеарности. Тај услов није било могуће испунити на већим нападним угловима, где настаје нелинеарни прираст аеродинамичких сила и момената при повећању нападног угла и при већем утицају аероеластичности структуре посебно крила. Тада почињу градијенти да се мењају, као нпр. узгона:
{\displaystyle {\frac {\partial C_{z}}{\partial \alpha }}\not =const}
Слично се дешава и са осталим аеродинамичким величинама у тим условима лета. Авиони са традиционалним командама лета нису имали проблем са управљањем на тим режимима, првенствено зато што су тада пилоти избегавали да доводе авион близу граница анвелопе лета, а са механичким командама лета то и није био већи проблем. У условима нелинеарне аеродинамике (на граници анвелопе), у којима савремени авиони углавном и лете у процесу вођења борбе, а и уопште када је модел управљања нелинеаран, проблем се решава у домену аутоматског управљања са применом посебних метода и техника. Дешавају се и случајеви присуства хистерезиса, зазора, што исто утиче на нелинеарност динамичког система, као и нетипичне промене осећаја потребне силе у руци пилота, при управљању у току маневра. Нестабилни борбени авиони са канард конфигурацијом неизбежно поседују ефекте нелинеарне аеродинамике и система управљања. Вештина је у томе да се ови ефекти превазиђу успешном линеарном апроксимацијом, и/или да се направи адаптиван систем команди лета који је у стању да то превазиђе. Због високе статичке нестабилности Тајфуна овај услов је било теже испунити. Било је мишљења да се аеродинамичка и друге нелинеарности могу превазићи употребом ефикасног („паметног“) система команди лета. Успех концепта зависи од обезбеђивања слободног и безбедног управљања авионом у оквиру целе његове анвелопе лета. Немци су почели та истраживања још 1974. године, на авиону лабораторији, направљеном од познатог авиона из наоружања свог ваздухопловства, F-104. Преправили су му команде лета уградивши електрични систем. Та испитивања са елементима вештачке статичке нестабилности аеродинамичког доприноса спрезања канарда и крила, уз искуства са експерименталним авионом X-31 EFM (из кооперације са Американцима) и британска искуства, сачињавала су богату базу података за успешно пројектовање аеродинамике Тајфуна која је била основа за пројектовање, међутим у току пројекта се све време експериментисало и у аеротунелима. На основу тога су развијени прототипови на којима се приступило испитивању и мерењу у лету, због осетљивости технологије система електричних команди лета и услова лета са значајном статичком нестабилношћу. Та храбра решења, заснована су на поверењу у памет (исправан софтвер) командног система. Да би систем команди лета био паметан и да би поуздано функционисао по оптималним законима управљања, на свима режимима лета, он мора бити заснован на реалним карактеристикама авиона, односно на његовом веродостојном математичком моделу. Из тих разлога су водеће фирме из све четири кооперантске државе паралелно приступиле идентификацији аеродинамичких карактеристика Тајфуна у лету. Добијени и усаглашени резултати из лета били су основа за корекције софтвера и закона управљања система команди лета, заснованих на прорачунима и мерењима у аеротунелима и у другим лабораторијама.
Методе идентификације аеродинамичких параметара у лету код све четири фирме заснивају се на добро познатим теоријским поставкама. Свака од фирми корисника подесила је свој систем према сопственим искуствима и традицији. Добијени резултати међусобно су усаглашени на нивоу пројекта и искоришћени за ажурирање базе аеродинамичких података за Тајфун у свим конфигурацијама. Систем је достигао захтевани стандард путем комплексног математичког моделирања динамике Тајфуна и његовог подешавања на симулатору. Модел је обухватио велики број спољних и унутрашњих параметара као што су статички и динамички притисак и температуру ваздуха и њихов утицај на карактеристике. Затим су обухваћене све конфигурације терета и сви облици и брзине лета авиона. Квалитетан симулациони модел на прототипу омогућио је прихватљив почетни софтвер команди лета без испитивања у лету. Добијени резултат је потврђен поузданошћу првих летова прототипова. Тај стандард је био основа за даљи процес оптимизације система до коначног стандарда. Коначно решење је постигнуто методом упоређивања и сталног приближавања измереног одговора реалног авиона у лету и одговора коригованог модела на симулатору (види принцип на шеми испод). Тај принцип добијања квалитетног решења система може се назвати хибридна симулација оптимизацијом методе постепеног приближавања.
Основа принципа је снимање „одзива“ реалног авиона и модела на симулатору лета на изабрани типични улаз (команду пилота), затим њихово поређење, уочавање међусобне разлике и предузимање корекција нелинеарног модела и закона управљања у смеру смањења тих разлика. Снимљени „одзив“, преко математичких метода анализе служи и за идентификацију стварних сабирака (градијената, односно дериватива) одговарајуће аеродинамичке величине као што је дато у једначини за отпор. Тим путем су аеродинамички подаци Тајфуна кориговани у бази података и у релевантним прорачунима. Уклањање разлике у „одзиву“ реализује се са поправком недостатака нелинеарног математичког модела кроз корекцију његових елемената са новодобијеним подацима из снимка „одзива“ реалног авиона у лету. Корекције се приоритетно спроводе на местима већих разлика одзива реалног авиона и модела на симулатору. На тај начин се поступно ажурира база података нелинеарног модела и сагласно томе се поново усклађују закони управљања.
Методом узастопног приближавања долази се до задовољавајућег решења, успоставља се стандард авиона према важећим стандардима, намени и захтевима пилота.
За Тајфун су аеродинамички коефицијенти генерално идентификовани по методу линеаризације нелинеарних сегмената, тј. по корацима. Добијени аеродинамички подаци за те сегменте помоћу математичких метода анализе похрањени су у бази аеродинамичких скупова података.
Аеродинамички отпор се може разложити на чланове:
{\displaystyle \ C_{x}=\ C_{x_{0}}+\Delta C_{x_{\alpha }}+\Delta C_{x_{\delta }}+\Delta C_{x_{\dot {\theta }}}+...}
Као што је прилаз за кретање дуж x осе, исто важи и за све степене слободе кретања авиона, кретање дуж све три осе и ротација за три угла око њих.
У претходној једначини је дата зависност коефицијента отпора авиона са доприносом његовог раста услед промене нападног угла, отклона командне површне и пригушења због угаоне брзине ротације.
Градијенти аеродинамичких величина по променљивој, називају се деривативи стабилности. По истом принципу је идентификован и момент пропињања, па и остале карактеристике:
{\displaystyle \ C_{m}=\ C_{m_{0}}+\Delta C_{m_{\alpha }}+\Delta C_{m_{\delta }}+\Delta C_{m_{\dot {\theta }}}+..+\left(\Delta C_{m_{q}}{\dot {q}}+\Delta C_{m_{\dot {\alpha }}}\cdot {\dot {\alpha }}\right)\cdot {\frac {l}{\bar {V}}}+\Delta C_{m_{0}}}
Овом методом је успешно ажурирана база података нелинеарног модела. Коришћени алгоритам грешке у одзиву реалног авиона и моделираног нелинеарног пакета своди разлику на минимум. Тиме је направљена реална основа за избор оптималних закона управљања авионом, то јест, обезбеђена је „памет“ командном систему за ефикасно управљање са Тајфуном у целој анвелопи лета и са свим конфигурацијама авиона.
Канард је на Тајфуну постављен испред делта крила и то у близини носног дела. Тај положај даје већи дестабилизирајући допринос, исто тако и његово померање изнад крила. Са отклоном канарда, подиже се и спушта носни део авиона, односно подешава се његов нападни угао. Када се повећава нападни угао, код нестабилног авиона расте сила узгона чија је нападна линија испред тежишта авиона, а то још више повећава моменат пропуњења (тенденција даљег раста нападног угла, нестабилан систем). Пилот, да би то спречио, гура нос Тајфуна надоле и са отклоном канарда ствара силе узгона надоле. Количина отклона канарда потребна за смањење силе узгона уједно је и пројектно ограничење мере нестабилности у подзвучном лету за границе убрзања у маневру од +9 /-3 g. У случајевима оштрих маневара, могуће је краткотрајно постићи и већа убрзања, чак и до +12 g. Са системом команди лета, аутоматски је ограничено убрзање у маневру на +15 g, па самим тим и граница инерцијалних оптерећења пилота и структуре авиона.
Тренутно се авион испоручује без управљања вектором потиска мотора. У току 2011. године, још увек нису сагледани рокови и извори финансирања за реализацију испитивања и усвајање тога решења.
На режиму подзвучног лета авиона, неутрална тачка је далеко испред тежишта. При надзвучном лету, она се повлачи уназад, али пошто је померена за подзвучни лет много испред, у условима надзвучног лета стигне на умерену меру иза тежишта и успостави се умерена мера позитивне статичке стабилности. На овај начин је постигнуто да позитивна статичка стабилност у надзвучном лету не лимитира маневарске карактеристике авиона на тим режимима лета. Због оваквог врло смелог решења, Тајфун има предност у поређењу са другим борбеним авионима. Мала позитивна стабилност на надзвучним брзинама много мање условљава меру маневра. Он може да оствари убрзање у маневру чак и +9 g, на режимима лета са надзвучним брзинама. То је велика предност за ловачки авион. Оптимизиран је да има супериорне перформансе маневра при лету на Маховом броју = 1,6, што је оптимум за лансирање својих ракета ваздух-ваздух и за избегавање противничких.
Тајфун је у стању да достигне надзвучну брзину без укључивања допунског сагоревања мотора. Са мотором снаге 2 × 60 kN може постићи брзину еквивалента Маховог броја = 1,5 без спољних терета (чиста конфигурација). За краће време мотор се оптерећује и даје потисак од 2 × 69 kN, 15% даје више „сувог“ потиска са којим се знатно повећава брзина авиона. Способност суперкрстарења је вероватно укључена у захтеве пројекта авиона, јер се ова брзина не постиже случајно. Дакле, ове карактеристике обезбеђују велики долет Тајфуну, смањује му се потреба да дуже време лети на режиму са допунским сагоревањем и нема сувишну потрошњу горива, за разлику од својих претходника. Званично ограничење брзине најчешће је наведено са Махов број = 2, што није одлучујуће за борбу, а и није крајња могућност Тајфуна.

### Команде лета
Примарно управљање Тајфуном реализује се помоћу отклањања командних аеродинамичких површина: канарда, унутрашњих и спољних флаперона и вертикалног крмила. У уздужном кретању, за обртање око Y осе, генерише се момент пропињања са изменом узгона канарда и унутрашњих флаперона. Ротација авиона око уздужне X осе, реализује се са генерисањем обртног момента помоћу диференцијалних отклона спољних флаперона и са стварањем разлике узгона на левом и десном полукрилу. Момент скретања око Z осе, генерише се са отклоном вертикалне крме. Ова померања аеродинамичких командних површина врше двокоморни хидропокретачи, неповратног дејства (без могућности померања у супротном смеру, услед дејства силе реакције). Ротације авиона, око X и Z оса, изазивају међусобни аеродинамички утицај (купловање), чији интензитет зависи од аеродинамичке конструкције. Све у свему, са потпуно аутоматизованим системом команди лета управља се са Тајфуном, преко девет командних површина. Ту су убројана и преткрилца за управљање са узгоном, на великим нападним угловима, чија гранична вредност се на тај начи повећава. Осим тога, електричне команде лета ограничавају преоптерећење у маневру, како због заштите пилота тако и структуре, да се спрече нежељене последице, са изласком из пројектоване анвелопе лета. Та функција се назива „маневар без бриге“. На сличан начин, авион је обезбеђен и када падне у неправилан положај, у току лета. Команде лета га аутоматски враћају у правилан положај, преко аутопилота. Једноставно, пилот само притисне инстиктно дугме на командној полузи, авион се аутоматски враћа у хоризонталну раван, са равни крила и са осом трупа, а регулатор гаса мотора аутоматски заузима средњи положај.
Тајфун поседује и команде за управљање са режимом рада два мотора, са њиховим допунским сагоревањем и изменом излазног пресека млазница.
Поред ових примарних команди постоје и секундарне, за управљање са стајним органима, ваздушном кочницом, кочним падобраном, отварањем кабине, одбацивањем спољних терета, укључујући и управљање са оружјем и горивом.
Све ове функције имају своје системе, који се базирају на преносу електричних сигнала и међусобно су интегрисани преко магистрале података.
Кључни је систем команди лета авиона, који профилише динамичке и летне карактеристике авиона, а посебно његову поузданост. Удео ових карактеристика је веома значајан у борбеној превласти над противником.
Тајфунове електричне дигиталне четвороструке команде лета прихватају изражену жељу пилота (преко померања командне ручице и ножних педала) и заједно са примљеним сигналима из сензора, о комплетном вектору стања лета авиона, генеришу резултујуће командне сигнале профилисане по оптималним законима управљања. На основу тих сигнала, брзо се командне површине поставе у одговарајуће отклоне, у функцији реализације пилотове жеље преласка на нови командован режим лета авиона. Уведена дигитална технологија, у команде лета Тајфуна, велики је потенцијал за флексибилну оптимизацију закона управљања и интеграцију са другим системима, преко магистрале података са брзим протоком информација. Брз проток сигнала је услов за брз одговор система (мала је временска константа), што је једна од кључних перформанси система за реализацију управљања са нестабилним авионом. Погрешан сигнал, који би поставио командну површину у неправилан положај био би катастрофалан, пошто пилот нема никакве резервне могућности за корекцију положаја авиона. Зато овај систем мора бити веома поуздан. Сачињавају га четири паралелна и равноправна канала, при чему се стално сва четири њихова излазна сигнала међусобно упоређују. Са међусобним упоређивањем, сигнали се „надгласавају“, и већина истоветних се усвајају као релевантни. Тај сигнал рачунар фаворизује као исправан за отклон крмила, а различити се „одбацује“ као неисправан.
Сваки, од четири паралелна канала електричних команди лета, поседује осам процесора типа Моторола 68020. Поред ових процесора, постоји и већи број додатно изведених специфичних инсталација (електронских кола), за међусобно повезивање и интеграцију елемената и компоненти. Свака кутија рачунара има прикључак (конектор) STANAG-3910 за оптички кабл, за брзи пренос података на главну авионску магистралу података, а за међусобну везу између рачунара поседују прикључке STANAG-3838. Софтвер команди лета стално је изложен самодијагностици. Сваки физички комплет компоненти од четири канала електричних команди лета Тајфуна, тежак је 10 kg.
На Тајфуну је примењен концепт HOTAS, иако се користи класична пилотска палица, централно уграђена (у равни симетрије).

#### Аутопилот
Аутопилот Тајфуна извршава више задатака у функцији безбедности лета и растерећења пилота од сувишних радњи. Тај његов допринос повећава му ефикасност и супериорност над противником.

Аутопилот може да извршава задатке:
- Одржава константну висину лета.
- Води авион на задану висину лета и одржава је константном.
- Поставља авион у задати правац лета.
- Одржава задани константни правац лета авиона.
- Убрзава авион до задате брзине лета и одржава је константном.
- Води авион по задатој профилисаној трајекторији лета.
- Обезбеђује аутоматско праћење задане трајекторије лета авиона за напад у борби.
- Аутоматски одржава оптималну трајекторију пресретања авиона противника.
- Аутоматски одржава задати профил лета у патролирању.
- Обезбеђује аутоматско слетање.
- Аутоматски стабилизује авион (враћа у нормалан положај), на команду пилота на инстиктни прекидач, после пада у неправилан положај или при тренутном губитку оријентације пилота у простору.

Аутопилот је један од подсистема команди лета Тајфуна.

### Структура
Тајфун има лагану структуру, што је постигнуто са оптимизацијом димензионисања њених делова и избором материјала из домена високе технологије: (82% композита, од тога 70% композит од угљеничних влакана, а 12% од стаклених). У градњи авиона велика је корист од композитних материјала који су издржљивији, повећавају крутост, смањују масу и радарски попречни пресек авиону, пошто упијају радарске зраке. Оквашена површина структуре „тајфуна“ је само 15% од метала, лаких легура и титана. Крило и труп су од угљеничних влакана. Само су неки делови од метала, као што су окови за међусобну везу већих склопова. Општа спецификација примене материјала, шематски је приказана на слици десно.
Крило је вишерамењачне конструкције са интегралним резервоарима за гориво. Изведени су ефикасни унутрашњи и спољни флаперони и преткрилца на нападној ивици. На крајевима крила и испод њих уграђене су везне тачке за линије наоружања и друге терете. Оплата крила и рамењаче су од угљеничних влакана. Ребра су од угљеничних влакана са металном арматуром. Титанијум је коришћен за крила, у делу окова (крило/труп) и за израду спољних флаперона.
Тајфун је предвиђен за груба слетања на кратке стазе, то му омогућује конструкција стајних органа, који су стандардни, типа трицикл са једним точком на свакој нози. Главне ноге су ослоњене на структуру крила и увлаче се унутра према равни симетрије, а носна уназад у предњи део трупа. Управљање са носним точком је једна од секундарних функција команди лета. Поред тога, за хитна кратка слетања, Тајфун је опремљен куком за захват кочионог ужета, на задњем дела трупа.
Јурофајтер тајфун пројектован је по захтевима да његова структура издржи замор са веком употребе од 6.000 сати лета, односно у еквиваленту од 30 година временског трајања. У септембру 1998. године, завршена су статичка и динамичка испитивања структуре авиона. На основу добијених резултата из испитивања, користећи симулационе методе, закључено је да је структура способна да издржи 18.000 сати, односно три пута више од пројектованог века.

### Технологија смањене уочљивости
Јурофајтер тајфун није неприметан (невидљив — енгл. stealth) борбени авион, али је умањене уочљивости (дискретан) са делимичном применом пројектних решења у тој функцији, која не нарушавају летне карактеристике. У томе циљу су предњи делови оба уводника ваздуха међусобно састављени, а размакнути су даље дуж трупа. На тај начин су обезбеђени услови за утапање свих пет подтрупних подвесних средстава у контуру авиона (4 ракете ваздух-ваздух + подвесни резервоар). Са тиме је постигнуто њихово скривање и смањење укупног чеоног радарског попречног пресека Тајфуна, односно смањење његовог радарског одраза. Изостављене су мере за смањење уочљивости, које би угрозиле перформансе и агилност авиона. Постављен је захтев да чеона површина радарског пресека не пређе 1/4 од претходног авиона Панавија торнадо. Све видљиве предње површине обложене су са материјалом који упија радарске зраке. Обложене су нападне ивице канарда, крила, крмила и усни уводника ваздуха. Улази у уводнике ваздуха изведени су у облику латиничног слова „S“, са циљем да би се спречило директно виђење лопатица компресора мотора, а тиме је спречено и топлотно зрачење од мотора кроз усисник, унапред према противничким IC сензорима.
Облога радара — радом је израђен од посебног композита са премазом, који упија радарске зраке.
На основу свих ових предузетих мера, постигнуто је смањење чеоног радарског попречног пресека Тајфуна на вредност између 0,05 и 0,1 m².

### Опрема, интеграција и фузија сензора
Јурофајтер тајфун је опремљен софистицираном опремом високе технологије за успешно извршавање задатака вишенаменског борбеног авиона. Поред описаног система команди лета и наведеног хидрауличког система преко инерцијалног навигационог система, са интегрисаним глобалног позиционог, GPS. Тајфун може и у лошим временским условима да слети без визуелног контакта са спољним окружењем, на основу пилотовог читања параметара на показивачима у кабини, пренетих са система „храњених” сензорима (инструментално слетање). Поседује и систем за упозоравање на близину препрека на терену који надлеће (праћење терена), заснован на мултифункционалним информацијама пренетим дистрибутивним системом слој везе. Овај систем је исти као што користи и авион Панавија торнадо.
Извршена је интеграција система магистралом података стандарда MIL-1553, што обезбеђује Тајфуну оперативну ефикасност и велику поузданост. Интеграција обухвата седам функционалних система, које подржавају преко 80 рачунара:
- Приказивачи и елементи за управљање у кабини, повезани су преко магистрале података MIL-1553, преносом података од 100 Mbit/s.
- Управљање ватром, идентификација, навигација, повезани су са оптичким преносом са 1.000  преко магистрале података стандарда STANAG-3910.
- Електронска самозаштита, повезивана је преко магистрале података MIL-1553, са 100 .
- Систем управљања са оружјем, повезиван је преко магистрале података MIL-1553, са 100 .
- Легитимисање, типа шифрованог питања и одговора пријатељ / непријатељ, повезано је преко магистрале података MIL-1553, са 100 .
- Управљање са системима, интегрисани надзор и снимање података, повезиван је преко магистрале података MIL-1553, са 100 .
- Опрема за комуникације, повезана је са оптичким преносом са 1.000  преко магистрале података стандарда STANAG-3910.[60]

Висок ниво интегрисаности и брза размена бројних података између подсистема обезбеђује пилоту услове да брзо схвати тактичку ситуацију и самостално брзо и ефикасно реагује на опасност од идентификованих циљева. Аутоматизовани информациони систем има за циљ да смањи обим посла пилоту у кабини, те да се исти може првенствено фокусирати на свој основни задатак — вођење борбе. Редундантност управљања са подсистемима опреме повећава поузданост, смањује могућност појаве грешака и неуспех функција. Уграђени системи за испитивање на земљи и самоиспитивање у лету, доприносе тој карактеристици.
Интеграција система опреме на Тајфуну има 100% већи хардверски и софтверски потенцијал за пријем нових подсистема, у односу на тренутне потребе. У изради софтвера примењен је високи програмски језик Ада за кључне системске апликације.

#### Преторијанац
EuroDASS преторијанац је систем само-заштите. На Тајфуну је интегрисан тај софистицирани систем, као веома ефикасно одбрамбено средство, авионски подсистем. Пројектним захтевима је уважено позитивно искуство, да је ефикасан електронски систем самозаштите суштинска компонента савременог ловачког авиона, јер без пуног уважавања сценарија савремене претње од противника може бити само-заштите. У потпуности је одбрамбени подсистем интегрисан у систем наоружања и ако је одвојено физички уграђен. Састоји се од укупно двадесет и две, лако и брзо заменљиве компоненте. Даје подршку пилоту за информације о потенцијалним опасностима за њега и његов авион, тако да може аутоматски да предузима корективне мере за самозаштиту. Све компоненте система само-заштите, под контролом су рачунара. Аутоматски се анализирају све претње из ваздушног простора и са тла (земља/море), у пуном сектору од 360°. У суштини систем ради, у две фазе:
- открива, анализира и упозорава на опасност и
- аутоматски усмерава одбрамбене акције.

- 1 —  Ласерски детектор
- 2 —  Лансер бакљи, за пасивно ометање (обмањивање) IC детекције
- 3 —  Лансер станиолских листића, пасивно ометање (засенчење) радара
- 4 —  Пријемник (детектор) за упозорење од противничких ракета
- 5 —  ESM/ECM (системи за електронско ратовање), контејнери на носачима
- 6 — Вучени ометачи

Одбрамбени подсистем „преторијанац“, састоји се од горе наведених компоненти, са усаглашеним функцијама, где су посебно кључне оне везане за детекцију.
Електронске против мере (ESM) и електронски регистратор мера (ECM) налазе се у контејнерима на крају крила. У питању је широкопојасни радарски пријемник радарских сигнала, емитованих од радара противника. Поред те опасности, упозорава и на друге електронске емисије, као што је пренос радио података. Систем обавља непрекидну пасивну претрагу у фреквентном опсегу од 100 mHz до 10 gHz (позиција 5).
Сензори за упозорење о лансирању непријатељских ракета, опционо се могу поставити на три могућа начина. Два сензора у нападној ивици корена крила, један у задњем делу корена вертикалног репа (позиција 4) и повезана четири пријемника ласерска упозоривача (позиција 1).
Сигнали који се примају од сензора одбрамбеног система, анализирају се, класификују, идентификују, одређује се приоритет онима који су удаљени до 100 km. Угаона тачност одређивања њиховог положаја је испод 1°. То су информације које се скупљају у бази података централног рачунара (више од 10.000 података). На основу њих систем идентификује тип предајника непријатеља, утврђује у ком је тренутном режиму оружје с којим он жели да дејствује и у складу с тим резултатима, рангирају се опасности по приоритету. На основу података у овој бази података, за „тајфун“, могу се слободно програмирати и подесити потребне мере, у било које време у складу са тренутном претњом, за коју је систем мисије подешен. Уз широк спектар могућности начина спречавања свога откривања, радарским снопом осветли („опомене“) непријатеља, носача одашиљача ухваћеног електронског емитовања.
У контејнерима на крајевима крила (локација 5), смештени су моћни ометачи за ометање непријатељских радара.
Јурофајтер користи један или два електронска ометача — мамца, које вуче иза десног контејнера на крају крила. Мамац-ометач емитује електронске сигнале на основу обрађених и обликованих података из пријемника радара упозорења, у централном рачунару, са функцијом ефикасног обмањивања непријатељског радара. Мамци се вуку са каблом од кевлара дужине 100 m (локација 6), а преко оптичког кабла преносе се сигнали из централног рачунара до њега. На овај начин се може обманути непријатељски радар да не осветли авион већ мамац, па се ракете са полу-активним радарским вођењем скрећу на мамце, са линије погађања Тајфуна.
Јурофајтер тајфун је опремљен и са системом за пасивно ометање топлотног и радарског свога откривања, од стране сензора непријатеља. За топлотну обману, користе се бакље као вештачки извори (мамци). Они су смештени у контејнерима испод унутрашњег дела сваког полукрила (позиција 2). У контејнерима испод спољашњег дела крила (позиција 3), смештене су ракетице, испуњене станиолским листићима (диполи). При регистрацији радарске озрачености Тајфуна аутоматски се по утврђеној динамици лансирају те ракетице (диполи), из којих станиолски листићи праве облак радарског замрачења целог окружења Тајфуна и деградирају радарски одраз са хаотичном дисперсијом непријатељских радарских зрака. При утврђеној опасности од детекције топлотних сензора и лансирања IC ракета непријатеља, аутоматски се лансирају бакље (патрони) по одређеној динамици у окружењу авиона Тајфун. Бакље као топлотни извори збуњују и обмањују самонавођење ракета и привлаче их на себе. Овај аутоматски рад система, пилот може пребацити на своје ручно управљање.
Пилот је информисан о откривености непријатељских сензора од својих система и споља преко слој везе, а подаци о томе се обрађују и интегрисано приказују на вишенаменском приказивачу. Такође, постоји и звучно упозорење пилота о опасности да му је авион откривен са непријатељским сензорима.
Постоје разлике у финесама решења овог система код корисника авиона по опцијама.

#### Радар
Нова генерација вишенаменског, пулсирајућег доплер радара CAPTOR је са механичким принципом скенирања. Производи га конзорцијум Јурорадар, а развио га је BAE систем, са првобитном наменом за британски авион Си хариер. Модификовани радар CAPTOR-М, прихваћен је за производњу по новом уговору, с њим се опремају и авиони Тајфун из партије 2.
Пројектован је за превласт у борби ваздух-ваздух, као примарну намену. Посебно му је велики домет, који може да варира у зависности од величине циљева и до 185 km за типичне величине суперсоничних борбених авиона, а за величине комерцијалних авиона око 370 km. Може да детектује истовремено и до 20 циљева уз праћење чак и ако су на већим удаљеностима надгледа ситуација са њиховим већим бројем. Супер је модуларан, састоји се од око 61 заменљивог модула и око 6 заменљивих линија везе. Маса му је 193 kg. Модуларност му омогућује брзу поправку, лаком заменом модула, што појефтињује одржавање и повећава оперативност авиона. Аутоматски идентификује и прати свих 20 циљева у ваздуху и одређује међу њима приоритет по критеријуму опасности.
То је био први радар у оквиру НАТО-а који има три канала за обраду (уместо уобичајених два). Два користи за праћења, а додатни трећи канал је за заштиту, за мере ублажавања „буке“ и за откривање и класификацију ометања.
- Мод ваздух-ваздух аутоматски креира идентификацију, постављање приоритета и проналажење претећег циља, анализира опасност, као и процењује своје оптимално оружје одбране, на основу базе података. Такође, за некооперативне циљеве у ваздуху, има систем идентификације, режим препознавања радарске слике и бројање лопатица предњег кола компресора, на основу чега се идентификује тип противничког авиона.
- Мод ваздух-тло, мери растојање, мапира резолуцијом од 1 m (0,3 m. После партије 2), поседује способност избегавања препрека (праћење терена), као и израчунавања „бодова“ за ефекат дејства оружја.[39][67]

Јурорадар конзорцијум је доставио понуду, државама кооперантима, за развој и производњу савременијег радара са активним електронским скенирањем, самим тим и са повећањем активне површине антене, па са тиме и са побољшаним перформансама. Предложено је задржавање остале електронске опреме, из постојеће варијанте CAPTOR-М, са чиме би се смањио ризик, време и трошкови развоја. Тај нови радар је верзије CAPTOR-E, са модовима рада:
- Симултано преклапање режима рада.
- Ваздух-ваздух за претрагу и праћење / претрагу у току праћења.

- Ваздух-земља, емитује радарске зраке и осветљава циљеве на земљи. Снима, мапира терен у високој резолуцији, надзире простор и извиђа.
- Детектује, открива и прати покретне циљеве на земљи и претражује простор.
- Детектује, претражује и прати покретне циљеве на површини мора.

Обезбеђена је његова једноставна интеграција у Тајфун:
- Низак ризик за надоградњу постојећих радара CAPTOR-М.
- Уклапа се у постојеће услове обезбеђене у Тајфуну, запреминске, масу и у систем хлађења.
- Високо је поуздана антена са електронским скенирањем са складним уклапањем у целину предњег дела трупа.
- Традиционалан је и робустан пројекат, са ниским трошковима одржавања у току животног века.

Потенцијал за будући развој:
- Може се модификовати за прихват нових радарских модова, као што је прихват слој веза и електронско ратовање.
- Формирање вишеканалног адаптивног зрачења, укључујући и свемирски простор.

Адаптивни процес:
- Велико поље надгледања
- Стабилан рад

Радар CAPTOR-E, почео се испитивати у лету 2007. године, а предвиђа се његова уградња и увођење у оперативну употребу 2015. Та чињеница је велики минус за програм, пошто већина конкурената авиону Тајфун већ лете са радарима са електронским скенирањем. Закључење уговора о интеграцији радара са електронским скенирањем CAPTOR-E, на авион Јурофајтер, објављен је 19. новембра 2014. године.

#### Пират
Пират (FLIR) је инфрацрвени (топлотни) сензор, који даје слику високе резолуције. Расположив је од 2007. године. Због цене је опциони систем, само за поједине ловце Тајфун. Сензор ради на таласним дужинама од 3 до 5 и од 8 до 11 микрона и уграђен је фиксно у предњи део структуре трупа, на левој страни испред ветробрана кабине (види слику десно). Интегрисан је са осталима системима на авиону, а по намени, припада нападним системима. Први пут је на борбеном авиону примењен овакав инфрацрвени фотодетектор, што је значајно увећало опсег детекције у поређењу са старијим сличним сензорима. Док ОЛС-35 на авиону Су-35БМ има домет око 50 km, пират у истим условима постиже домет од 93 km. Опсег детекције у потери непријатеља је у сличном односу, наспрам 93 km за ОЛС-35, са пиратом је 150 km. Међутим, у оквиру перформанси инфрацрвених сензора у претрагама и праћењу циља, пират поседује значајну предност у временским условима, пошто на његове резултате они немају деградирајући утицај. Пират ово исто ради као и радар у скенирању са погледом надоле, али без компромитовања (откривања) својим зрачењем. То ради као пасивни сензор, идентификује циљ и одређује његову удаљеност. Ово је велики напредак у односу на старе сензоре инфрацрвеног зрачења, који су могли у скенирању дати само дводимензионалне слике. Да би се одредила удаљеност до циља, исти мора бити осветљен са ласерским даљиномером. Десно је у поларним координатама, на приказивачу приказана слика са система пират. У горњем левом углу екрана, дате су перформансе индикације, већи пун сноп, радни је спектар откривања. Види се да је непријатељски авион удаљен 64,82 km (35 наутичких миља), на висини 914,40 m (3.000 стопа), и откривена група непознатих објеката на око 92,6 km (50 наутичких миља) у окружењу и на висини од 304,80 m (1.000 стопа). Сиво обојени циљ долази из података слоја везе. 
Пират представља велики напредак у опремању авиона Тајфун и даје му значајне тактичке предности у пресретању непријатеља за борбу ваздух-ваздух и у борби ваздух-земља, са карактеристикама:
- Веома дуг временски период рада у режиму ваздух-ваздух, пасивно (без зрачења).
- Аутоматска детекција и истовремено праћење више циљева, а уједно и скенирање.
- Висок угаони захват, велика резолуција и тачност праћења.
- Велико видно поље у великом простору.
- Идентификација пресретнутих циљева у ваздуху.
- Детекција топлотних сигнала, првенствено од копнених циљева.
- Пренос и приказивање слике на визиру пилотове кациге.
- Допринос навигацији авиона при слетању.

У оквиру набројаних карактеристика, на располагању су више модова (облика) рада:
- Истовремено праћење више циљева (MTT), тада у простору испред авиона тражи могуће циљеве у великом угаоном опсегу и може да их истовремено прати бројчано и до 200. Прати док скенира, као и радар у моду под називом IRST.
- Праћење појединачног, изабраног циља (STT) је режим који се спроводи само у потребама високе прецизности праћења циља.
- Праћење и идентификација појединачног, изабраног циља(STTI), режим рада је када циљ може бити визуелно идентификован од пилота на приказивачу, пошто је резолуција боља него код радарске слике.
- Аквизиција, када пират и радар заједнички проналазе циљеве у сектору осматрања.
- Аквизиција у оквиру угаоног ограничења, када пират захвата циљ, на чији положај је Тајфун послат и оријентисан. Када је циљ пронађен, пират' се аутоматски пребацује у режим STT или STTI.

Рад пирата се може ускладити са кретањем главе пилота. Сензор тада гледа тамо где пилот окрене главу. Слика FLIR-а се пројектује на визиру пилотове кациге. Ово може бити у функцији откривања и праћења циља, или његовог захвата и навођења ракете на циљ у току борбе.

#### Фузија сигнала са сензора
Исход борбе супротстављених ловачких авиона, у ваздушном простору, зависи од више фактора. Један од битних је имати први праве препознатљиве информације о противнику, његовом оружју и намерама. Са тиме се добија предност у времену, што је једна од најприоритетнијих информација. Сензори авиона то обезбеђују у интеграцији са другим системима. Они су допунска чула вида и слуха пилота. Обрада сигнала примљених од сензора и лако схватљив њихов начин презентације пилоту, представља проширење његовог нервног система, са повећаним капацитетом одлучивања и деловања. То је врло важан фактор у ситуацији када пилот има мало времена на располагању, када су већ лансиране ракете кратког домета на његов авион. Оне могу бити лансиране на растојањима на којима се у најбољем случају могу визуелно открити као тамне тачке, а могу се системом идентификације препознати да су ракете ваздух-ваздух, у теоретском опсегу више од 100 km. Тај фактор „идентификације“ је још један од пресудних. Ко први идентификује непријатеља може и први да употреби своје оружје и да стекне почетну предност у борби, што је најчешће и одлучујуће.
Технолошки ниво, многобројно умрежавање, интеграција и дигитализација на Тајфуну, отвара потпуно нови начин и могућности идентификације и евидентирања примљених сигнала у широком опсегу. Затим, на Тајфуну је извршена фузија сигнала са великог броја сензора, комбиновањем тих добијених информација, обезбеђен је оптимални избор тренутно најповољнијег система за праћење циља.
- Контакт, иако је снимљен са неколико сензора, приказан је само на једном месту. Пилоту се подаци приказују сажето у најмањем потребном броју, независно један од другог, што доводи до смањења његовог оптерећења и смањује му се потребно време за његову реакцију (одзив).
- Међусобно комплементарни сензори, допуњавају се усклађено временски, просторно и спектрално. Са тиме се постиже већа резолуција и гушће скенирање у надзору.
- Фузија рачунарски обрађених сигнала сензора, омогућава заједничко аутоматско рангирање приоритета свих откривених циљева.
- Ако је дестинација циља изван опсега детекције неког од сензора, циљ може бити „пребачен“ на други боље позиционирани и тако ће бити „покривен“ са откривањем, идентификацијом и праћењем.
- Пренос података у пакету, штеди ресурсе рачунара, за различите паралелне податке.
- Сазнање о циљу, продубљено је и увећано. Зна се поред количине, смер кретања, удаљеност, брзина, радарски и инфрацрвени одраз и инфрацрвена слика као и радио сигнали, пренос података и радарска учестаност. На тај начин се добија и потпуна идентификација циља. То олакшава класификацију релевантних информација у бази података.
- Контакт са пасивним праћењем циља може да се реализује са снимањем без емисије својих сензора, треба да се прикупљају подаци о зрачењу, што није нужно са својим активним сензорима. Може да се, без укључења радара, активира оружје и без свога откривања напасти циљ. Такво маскирање се спроводи као елемент максималног изненађења противника. Такав опит је направљен, а описан у поглављу „оперативна употреба“.[71][72][73][74]

### Кабина

#### Опште карактеристике
У кабини Јурофајтера користе се екрани за приказ података, без конвенционалних инструмената. Приказивање је преко три доња вишенаменска приказивача у боји и широкоугаоног горњег (нишанског), са којима се управља преко тастатуре, курсора и гласа. Поред кабинских приказивача, интегрисана је и пилотска кацига са приказивањем на визиру. У кабини се приказују подаци и са сензора великог домета за детекцију слике, заснованој на разлици у топлотном зрачењу (FLIR), пилот управља системима и авионом, гласом и командама лета. Улазне сигнале за команде лета пилот изражава померањем палица (ручица) и педала. Руке пилота су стално на ручици гаса мотора и на командној палици (HOTAS, скраћеница од енглеске синтагме hands on throtle and stick. На визиру пилотове кациге приказују се подаци, углавном исти као што су и на горњем (нишанском) приказивачу, са препознатљивим симболима. На располагању му је вишефункционални информациони дистрибутивни систем, интегрисани систем за упозоравање и систем за унос података о циљевима на левом пулту. Коришћени приказивачи и командни панели лета у кабини, осветљени су и постављени на подесиве шарке за пилотов избор одговарајућег поставног угла.
Кабина је развијена на бази искуства пилота и њихових захтева и сугестија. Изглед и функционалност је настала методом приближавања кроз повратне информације и процене од војних пробних пилота. У Тајфуну је пилот смештен у седиште типа Мартин Бејкер Mk.16A (енгл. Martin-Baker Mk.16A), са надстрешницом за заштиту лица, а лансира се при спасавању, са два ракетна мотора.
Авион је предвиђен да лети са великим оптерећењем. Услед убрзања n•g (n је фактор аеродинамичког оптерећења), опремљен је са прикључком са системом за напајање заштитног одела (анти-g одела) за пилота, за заштиту од последица оптерећења. Ово специјално развијено одело обезбеђује заштиту пилота, те он издржава убрзања и до 9g. Немачки и аустријски пилоти на Тајфуну носе хидростатичка анти-g одела, која пружају заштиту и у рукама, те омогућују потпунију толеранцију на велика убрзања.

#### Управљање гласом
Тајфун користи систем, са модулом за препознавање говора (SRM), са којим се генеришу извршне радње од наредби гласом, уз помоћ неопходних рачунарских уређаја. То је била прва производња и оперативна примена оваквог система у кабини војног авиона. Систем даје пилоту додатни природни начин управљања са 26 некритичних (секундарних) функција у кабини, са чиме се значајно смањује његово оптерећење, побољшава безбедност ваздухоплова и шири простор за нове мисије. Важан корак у развоју система управљања гласом догодио се 1987. године, када је завршен дигитални процесор сигнала TMS-320-C30, што је смањило величину и сложеност потребног система.
Систем управљања гласом захтева да сваки пилот има снимљен свој шаблон гласа који се користи у процесору за препознавање и тако препознат генерише изговорене типичне речи у наредбе, које се реализују у извршне радње. Тај шаблон гласа пилота је снимљен на касету која се меморише у систему у кабини, пре почетка лета. Овај систем се не користи за радње које захтевају већу безбедност и критичне задатке, као што су оружје, извлачење стајног трапа и за друге сличне системе. Користи се за широк спектар других функција у кабини, као што је позив приказа неких информација на приказивачима, као што је стање количине горива, стање система и тако даље.

### Погон
Јурофајтер тајфун поседује два двопроточна турбомлазна мотора ЕЈ200. Тај тип мотора има однос двопроточности 0,4 и два вратила. Умерен однос двопроточности је изабран због захтева за велики потисак на режиму без допунског сагоревања, који задовољава потребе временски дужих суперсоничних брзина авиона (суперкрстарење). У поређењу са мотором RB199, поседује 37% мањи број делова (1.800 уместо 2.845), а развија више зза 50% потиска, са истом запремином заузетог простора у трупу авиона. Ваздух се компримује у компресору ниског притиска, у три фазе (степена). Укупни однос повећања притиска у њему је 4,2:1. Компресор високог притиска поседује тродимензионалне профилисане лопатице постављене на пет сетова статорских и роторских кола. Тих пет степени сабијања стварају укупно повећање притиска у односу 6,2:1. Компресори високог и ниског притиска су произведени у такозваној блиској технологији. Дискови компресора и лопатице, направљени су из једне целине од легуре титанијума, са чиме је учињена уштеда у тежини. Лопатице су двоструко веће дужине у односу на RB199 и шупље су. Ове две компресорске целине, обрћу се у супротним смеровима, са укупним ефектом повећања притиска (степеном сабијања) ваздуха од 26:1 спроведеног у прстенасту комору сагоревања, где се исти меша са горивом, у смешу за сагоревање. Температура врелих гасова је око 1.800° Келвина, на улазу у прву погонску турбину мотора. Постоје две једностепене турбине (високог и ниског притиска), свака од њих погони по једно вратило. Турбина високог притиска погони краће вратило прстенастог пресека, које покреће компресор високог притиска, а турбина ниског притиска погони дуже, унутрашње вратило, на коме је компресор ниског притиска. Лопатице турбине монокристалне су структуре од легура никла, пресвучене су пресвлакама од керамике, никла, хрома и итријума, а хладе се са ваздушном струјом. Горњи слој лопатица турбине се мора редовно проверавати, да ли на њему постоје механичка оштећења. Са применом ових високих и захтевних технологија, мотор ЕЈ200 се уврстио у светски врх, у домену погона.
После подешеног сагоревања, гасови протичу кроз конвергентно-дивергентну млазницу, са системом за допунско сагоревање, али без векторског управљања потиском. Однос потиска и тежине мотора је 9,5:1, а маса мотора је 1.035 kg. Мотор је једноставан за постављање и за скидање са авиона. Четири особе га замењују за краће време од 45 минута. Предвиђена је надоградња мотора системом за тродимензионално управљање вектором потиска, са углом закретања млазнице од око 23°. Припремљени су мотори прототипови и тражи се начин финансирања програма њихових детаљних испитивања и увођења у оперативну употребу. Истражује се могућност адаптивног управљања променом расподеле пресека конвергентно-дивергентне млазнице дуж њене осе за оптимизацију потиска и његовим повећањем за око 7%. Мотор је оптимизиран за рационални режим рада помоћу дигиталног система управљања (енгл. Digital Engine Control Unit-DECU) за минимално одржавање и максималну издржљивост. У таквим условима мотор обезбеђује потисак без допунског сагоревања од 60 kN, а са њиме 90 kN. У ванредним ситуацијама, мотор ЕЈ200 може краткотрајно обезбедити потисак и од 102 kN.
На базном потиску од 2 x 60 kN Тајфун постиже брзину еквивалента M = 1,5, што га сврстава међу авионе суперкрсташе. Са допунским сагоревањем постиже M = 2,44, са чистом конфигурацијом без спољњег подвешавања. Ове перформансе су упоредиве са претпостављеним будућим противником, руским ловцем пете генерације за који се сматрало да ће уследити после прототипа МиГ 1.44, што се није догодило јер је уместо њега усвојен Сухој ПАК ФА.
|                                |                                              |                                                                                              |
| Изложен мотор Јуроџет EJ 2000. | Јуроџет EJ2000, са управљањем вектора потиска. | Чеони приказ дела првог кола роторских и статорских лопатица компресора мотора Јуроџет 2000. |

### Наоружање
Тајфун је опремљен топом Маузер BK-27, калибра од 27 mm, са бојевим комплетом од 145 граната. Топ је тежак 100 kg без граната и инсталиран је у корен десног полукрила. Каденца му се може изабрати између 1.000 и 1.700 граната у минути, док је излазна брзина гранате 1.025 m/s. За 0,5 секунди, може се испалити преко 4 kg масе граната. Муниција се аутоматски доводи у топ, а чауре се одводе у контејнер. Гранате не смеју бити повезане, али се постављају у спремник, што смањује потребно време за пуњење оружја. Ефективни домет гранате је око 1.600 метара. Гранате су различитих врста, расположивих за више намена. Високо експлозивне гранате се користе за дејство против ракета којима је нападнут авион, и ове ракете се самоуништавају после промашаја циља. Посебан је тип граната против циљева на копну, за противоклопну борбу. Маса једне гранате је око 260 грама.

Авион Тајфун поседује 13 спољних везних тачака за подвешавање борбених средстава и другог терета. Максимална укупна маса подвешених терета, стандардно је до 6.500, а може и до 7.500 kg. Подвесне тачке су распоређене, по четири испод сваког полукрила (8 под крилом) и пет испод трупа (види слику десно). На три подвесне тачке могу се подвесити спољни резервоари горива, два под крило и један под централни део трупа. На ову везну тачку испод централног дела трупа, поткачиње се једино резервоар горива (није предвиђена алтернатива). На слици десно, оивичени су резервоари горива са жутом бојом. Могу се бирати између два расположива типа: од 1.500 литара, који је намењен за подзвучни лет и ниске маневре, са малим убрзањем n•g, a оптимизиран за надзвучни лет и оштар маневар са великим убрзањем n•g је запремине од 1.000 литара. Британска фирма BAE систем је припремила аеродинамички профилисане резервоаре горива за постављање на задњи део трупа авиона и стапали би се са њим у задебљан профил (као облога). Запремина овог резервоара је 1.500 литара. Са њим се повећава долет авиона за око 25%. Две подтрупне бочне линије поседују по две тачке подвешавања. На њих се у контуру трупа могу подвесити 4 ракете ваздух-ваздух великог домета, са утапањем у контуру без значајнијег повећања отпора и радарског одраза. Две најудаљеније линије на крилу опремају се само са ракетама ваздух-ваздух кратког домета. Могу се користити везне тачке и за подвешавање и другог оружја, под условом да је обезбеђена њихова интеграција, сагласно пропису MIL-STD-1760. 
Поред ракете ваздух-ваздух кратког домета, типа старог Саидвиндера, на располагању су и нове већег домета, са ознакама ASRAAM и IRIS-T. Ракете ASRAAM, имају значајно повећан домет, што је био и основни циљ њиховог развоја. Са том ракетом непријатељски авион може бити уништен у приближавању и пре него што дође до међусобне борбе. Покретљивост ових ракета у блиској борби, упоредива је са Саидвиндером, али то јој је био секундарни пројектни захтев, мада је овде много јачи потисак мотора и низак отпор, што јој је основни разлог за побољшани маневар. Ракета IRIS-T, пројектована је да буде посебно агилна, тако да јој одмах може бити циљ и сопствени авион. То јест, може брзо заћи за реп „свога“ сопственог авиона, са кога је и лансирана. Та способност је позната под називом као потпуно сферна, или сверакурсна ракета.
За борбу на великим растојањима, користи се привремено ракета AIM-120A/B/C AMRAAM, која се успешно показала у борби. У будућности, биће замењена са много моћнијом ракетом MBDA метеор, која је опремљена набојномлазним мотором, заснива се на новој технологији у домену електронике и управљања.
Оружје ваздух-земља сачињавају разне врсте бомби и ракета. Бомбе су побољшане, а у плану развоја је да у будућности буду побољшане и ракете. Планови о надградњи максималног спољњег ношења оружја се не објављују, тј. подлеже тајности. Тајфун ће носити и неке типове крстарећих ракета.
Опције коопераната су усаглашене са карактеристикама заједничког авиона, а и стандардизовано је ношење наоружања по типовима и количини. У доњој табели, приказана су усаглашена решења према могућностима авиона и потребама корисника.
| Наоружање авиона Јурофајтер тајфун   | Наоружање авиона Јурофајтер тајфун | Наоружање авиона Јурофајтер тајфун | Наоружање авиона Јурофајтер тајфун | Наоружање авиона Јурофајтер тајфун | Наоружање авиона Јурофајтер тајфун | Наоружање авиона Јурофајтер тајфун | Наоружање авиона Јурофајтер тајфун | Наоружање авиона Јурофајтер тајфун | Наоружање авиона Јурофајтер тајфун | Наоружање авиона Јурофајтер тајфун | Наоружање авиона Јурофајтер тајфун | Наоружање авиона Јурофајтер тајфун                               |
| Оружје                               |                                    |                                    |                                    |                                    |                                    |                                    |                                    |                                    |                                    |                                    |                                    | Корисници                                                        |
| Ракете ваздух-ваздух                 | Ракете ваздух-ваздух               | Ракете ваздух-ваздух               | Ракете ваздух-ваздух               | Ракете ваздух-ваздух               | Ракете ваздух-ваздух               | Ракете ваздух-ваздух               | Ракете ваздух-ваздух               | Ракете ваздух-ваздух               | Ракете ваздух-ваздух               | Ракете ваздух-ваздух               | Ракете ваздух-ваздух               | Ракете ваздух-ваздух                                             |
| ------------------------------------ | ---------------------------------- | ---------------------------------- | ---------------------------------- | ---------------------------------- | ---------------------------------- | ---------------------------------- | ---------------------------------- | ---------------------------------- | ---------------------------------- | ---------------------------------- | ---------------------------------- | ---------------------------------------------------------------- |
| AIM-132 ASRAAM                       | 1                                  | 1                                  | 1                                  | 1                                  | -                                  | ‡                                  | -                                  | 1                                  | 1                                  | 1                                  | 1                                  | Уједињено Краљевство                                             |
| AIM-2000 IRIS-T                      | 1                                  | 1                                  | 1                                  | 1                                  | -                                  | ‡                                  | -                                  | 1                                  | 1                                  | 1                                  | 1                                  | Немачка Шпанија Италија Аустрија · Саудијска Арабија             |
| AIM-9 Сајдвиндер                     | 1                                  | 1                                  | 1                                  | 1                                  | -                                  | ‡                                  | -                                  | 1                                  | 1                                  | 1                                  | 1                                  | Немачка Шпанија Италија Аустрија · Саудијска Арабија             |
| AIM-120 AMRAAM                       | -                                  | 1                                  | 1                                  | 1                                  | 2                                  | ‡                                  | 2                                  | 1                                  | 1                                  | 1                                  | -                                  | Немачка Шпанија Италија · Уједињено Краљевство Саудијска Арабија |
| MBDA Метеор (планирано)              | -                                  | 1                                  | 1                                  | 1                                  | 2                                  | ‡                                  | 2                                  | 1                                  | 1                                  | 1                                  | -                                  | Уједињено Краљевство Немачка Шпанија · Италија                   |
| Ракете ваздух-земља                  |                                    |                                    |                                    |                                    |                                    |                                    |                                    |                                    |                                    |                                    |                                    |                                                                  |
| Таурус KEPD 350 (планирано)          | -                                  | -                                  | 1                                  | 1                                  | -                                  | ‡                                  | -                                  | 1                                  | 1                                  | -                                  | -                                  | Немачка                                                          |
| Сторм шедоу (планирано)              | -                                  | -                                  | 1                                  | 1                                  | -                                  | ‡                                  | -                                  | 1                                  | 1                                  | -                                  | -                                  | Уједињено Краљевство                                             |
| Бримстон (планирано)                 | -                                  | 3                                  | 3                                  | 3                                  | -                                  | ‡                                  | -                                  | 3                                  | 3                                  | 3                                  | -                                  | Уједињено Краљевство                                             |
| ALARM (планирано)                    | -                                  | 1                                  | 1                                  | 1                                  | -                                  | ‡                                  | -                                  | 1                                  | 1                                  | 1                                  | -                                  | Уједињено Краљевство                                             |
| Муниција ваздух-земља слободног пада |                                    |                                    |                                    |                                    |                                    |                                    |                                    |                                    |                                    |                                    |                                    |                                                                  |
| GBU-16                               | -                                  | 1                                  | 1                                  | 1                                  | -                                  | ‡                                  | -                                  | 1                                  | 1                                  | 1                                  | -                                  | Уједињено Краљевство                                             |
| Mark 83 (454 kg)                       | -                                  | 1                                  | 1                                  | 1                                  | -                                  | ‡                                  | -                                  | 1                                  | 1                                  | 1                                  | -                                  | Уједињено Краљевство                                             |
| Павивеј IV                           | -                                  | 1                                  | 1                                  | 1                                  | -                                  | ‡                                  | -                                  | 1                                  | 1                                  | 1                                  | -                                  | Немачка                                                          |
| GBU-48                               | -                                  | 1                                  | 1                                  | 1                                  | -                                  | ‡                                  | -                                  | 1                                  | 1                                  | 1                                  | -                                  | Немачка                                                          |

‡ – централна подтрупна везна тачка (13), искључиво се користи за ношење горива.
У оквиру приказаних остварених могућности, у претходној табели, типичне оперативне варијанте конфигурација подвешавања, за конкретне наменске задатке, приказане су у следећој табели.
| Супериорност у ловачкој намени | Вишенаменска (поливалентна) намена | Заштита, подршка |
| --- | --- | --- |
| - 6× ракета ваздух-ваздух, великог домета - 2× ракете ваздух-ваздух, кратког домета - 3× резервоара за гориво, од 1.000                                                    | - 2× крстареће ракете - 2× ласерски навођене бомбе / - 4× ракете ваздух-ваздух, средњег домета - 4× ракете ваздух-ваздух, кратког домета - 1× резервоар за гориво, од 1.000                                                  | - 4× ласерски вођене бомбе / - 4× ракете ваздух-ваздух, средњег / дугог домета - 2× ракете ваздух-ваздух, кратког домета - 1× контејнер за ласерски означивач - 2× резервоара за гориво, од 1.000 |
| Непосредна подршка из ваздушног простора | Неутралисање противваздухопловне одбране непријатеља | Борба на мору против бродова |
| - 18× противтенковске ракете (три у грозду) - 4× ракете ваздух-ваздух, средњег / дугог домета - 2× ракете ваздух-ваздух, кратког домета - 1× резервоар за гориво, од 1.000 | - 2× ласерски вођене бомбе / - 2× противрадарске ракете - 4× ракете ваздух-ваздух, средњег / дугог домета - 2× ракете ваздух-ваздух, кратког домета - 1× контејнер за ласерски означивач - 2× резервоара за гориво, од 1.000 | - 4× противбродске ракете - 4× ракете ваздух-ваздух, средњег / дугог домета - 2× ракете ваздух-ваздух, кратког домета - 3× резервоара за гориво, од 1.000                                         |

### Карактеристике
| Параметри                                  | Вредности/подаци |
| ------------------------------------------ | --- |
| тип:                                       | Вишенаменски авион |
| Дужина:                                    | 15,96 |
| Размах крила:                              | 10,95 |
| Површина:                                  | 50,00 m² (1) |
| Виткост крила:                             | 2,40 |
| Специфично оптерећење крила:               | - минимално (празан авион): 220 kg/m² - номинално (нормална полетна маса): 310 kg/m² - максимално (максимална полетна маса): 470 kg/m² |
| Висина авиона:                             | 5,28 m |
| Маса празног авиона:                       | - једносед: 11.000 kg (2) - двосед: 11.700 kg                                                                                          |
| Маса при полетању, нормална вредност       | 15.500 kg |
| Максимална маса при полетању:              | 23.500 kg |
| Количина горива:                           | - једносед 4.996 kg / 6.215 (унутрашње) - двосед 4.300 kg (унутрашње)                                                                  |
| Удео горива у укупној маси:                | 0,312 |
| Границе фактора аеродинамичког оптерећења: | +9/–3 |
| Максимални Махов број:                     | - на оптималној висини 2,35 - на нивоу мора 1,2                                                                                        |
| Махов број крстарења:                      | - без спољних терета 1,5 - конфигурација ваздух-ваздух 1,2 (3)                                                                         |
| Минимална брзина:                          | 203 km/h |
| Плафон оперативне употребе:                | 16.765 m (4) |
| Максимална висина лета:                    | 19.812 m |
| Максимална брзина пењања:                  | 315 m/s |
| Борбени радијус:                           | 1.389 km (са спољним резервоарима за гориво)                                                                                           |
| Долет:                                     | 3.790 km |
| Максимални спољни терет:                   | 7.500 kg |
| Мотор:                                     | два двопроточна турбомлазна мотора Јуроџет EJ200                                                                                       |
| Потисак:                                   | - базни: 2 × 60 kN - са допунским сагоревањем: 2 × 90 kN                                                                               |
| Однос потисак маса авиона:                 | - максимални: 1,67 - номинални: 1,18 - минимални: 0,78                                                                                 |

(1) 51,2 m² површина је са извученим преткрилцима.
(2) Сматра се да је 11.000 kg, иако варира између 10.995 kg и 11.500 kg.
(3) Нема званичних података за овај податак, али је процењено према F/A-18E за случај са 2 × AIM-9 и 2 × AIM-120, где је 1,5. Овде се сматра за случај са AIM-9 и 2 × AIM-120 да је приближно 1,2.
(4) За борбене авионе је долет од 3.790 km невероватан податак.

## Варијанте
Јурофајтер се производи у варијантама једноседа и двоседа. Варијанта двоседа се борбено не користи, већ он само служи за обуку и тренажу пилота. Серијска производња авиона „тајфун“ је програмирана у три „партије“ и оне се одвојено финансирају, са различитим техничким дефинисаним стандардима. У току прототипског развоја коришћено је седам авиона, прототипова (подељених између четири кооперанта). Они су служили за подељене активности развоја варијација опремања и измене конструктивних решења. Коначна намена им је била коначна потврда захтеваног стандарда у лету, у циљу дефинисања и лансирања серијске производње авиона Тајфун.

### Примерци за развој (прототипови)
Због назива ових авиона на енглеском, Development aircraft, за прототипове је усвојена скраћеница са почетним словима DA, а дописани број се односи на конкретан ваздухоплов по редоследу. Сваки од њих је имао програмску намену испитивања у лету и у развоју конкретних система.
- Немачка; DA1, имао је намену испитивања и развоја структуре, летних карактеристика, мотора и софтвера команди лета. Први лет је направљен 27. марта 1994. године. До јуна 1994. године, завршено је девет пробних летова у функцији развојних испитивања софтвера, а потом је спроведено ажурирање система команди лета. Испитивања у лету су настављена 18. септембра 1995. године. Почетком 1996. године, војска је проценила да је завршен тај део програма. Затим је почела конверзија мотора EJ200 серије 03Z, интеграција опреме на магистралу података Stanag 3910 и усавршавање носача за избациво седиште Мартин Бејкер Mk.16A све до новембра 1998. У трећем кварталу 1999. године, пробни летови су настављени, све до 11. септембра 2000. Поново је ажуриран систем команди лета, а верификациони летови су трајали две недеље изнад Северног мора. Авион DA1, 8. априла 2003. године преселио се у Шпанију, као замена за DA6. Последњи његов лет, одржан је 21. децембра 2005. године.[96]
- Уједињено Краљевство; DA2, имао је намену развоја софтвера команди лета и структуралних побољшања. Произвео га је BAE у Вортону. Први лет са њим је изведен 6. априла 1994. године. Затим је реализовано девет летова у функцији испитивања, до јуна 1994. године, након чега су ажуриране команде лета, у планираној такозваној другој фази. Први лет оперативног пилота РАФ-а изведен је на Тајфуну DA2 9. новембра 1995. године. Демонстриран је лет, на великим нападним угловима и до 25 степени, у мају 1997. године. Затим су настављена оперативна испитивања у бази РАФ-а, између осталог да би се проверила компатибилност са аеродромским склоништем и осталом инфраструктуром. Уследила су испитивања радара. DA2 је први Тајфун који је летео на брзини еквивалента Маховом броју 2, у децембру 1997. године. Први је и примио гориво у ваздуху, у току лета, 14. јануара 1998. Затим, то је авион са стандардним мотором EJ200, новом опремом и избацивим седиштем Мартин Бејкер Mk.16A. Испитивање флатера (flutter) у лету је отпочето августа 1998. године. У другој половини 1999. године опремљен је за испитивање оптерећења, са постављеним више од 500 сензора (мерних давача). На крају, ажуриран је горивни систем, 2001. године. У јануару 2002. године, уследила су испитивања пуштања у рад (стартовања) мотора у лету. Први лет, са новим софтвером команди лета одржан је у фебруару 2005. године, а то верификационо испитивање трајало је до 13. новембра 2006. DA2 је сада у музеју РАФ-а (енгл. Royal Air Force Museum London) у Хендону, северном Лондону.[97]
- Италија; DA3, имао је намену развоја система наоружања. Финализирала га је италијанска фабрика авиона Алениа. Од почетка је опремљен моторима EJ200. Са њим је изведен први лет 4. јуна 1995. године. Надоградња мотора извршена је у верзији EJ200-01C, у 1996. години, а у децембру исте године испитано је покретање (стартовање) мотора у лету. Са два резервоара горива од по 1.000 литара, први лет је изведен 5. децембра 1997. године. На пролеће 1998. године, извршена је надоградња са моторима EJ200-03A, са којима је летео у марту 1999. године, на режиму Махов броја од 1,6 са подвешена два резервоара горива од по 1.000 литара. Тада је почело и испитивање наоружања у лету. DA3, достигао је Махов број од 1,6 са три резервоара горива од по 1.000 литара у децембру 1999. године. Почетак испитивања топа и избацивог седишта почело је 31. марта 2000. године, када су почела прва ватрена дејства у лету. Прва употреба топова у лету извршена је у марту 2004. године, а у марту 2005. године, почела су испитивања његовог дејства ваздух-ваздух. До августа 2005. године, почело је на полигону испитивање дејства бомби.[98]
- Уједињено Краљевство; DA4, имао је намену развоја радара и остале опреме у циљу надоградње на стандард партије 2. Финализиран је у погонима BAE у Вортону и то је био први двосед у целом програму и први Тајфун са комплетном авионском опремом. Први лет је направио 14. марта 1997. године, а први са суперкрстарењем 20. фебруара 1998. Уследила је серија експеримената у Вортону, у току од половине 1998. до 28. априла 1999. године, укључен је и аутопилот са функцијом аутоматског управљања са потиском мотора. Први лет са пилотовом кацигом и са приказивачем на визиру реализован је 17. јуна 1999. године, а касније су почели летови са ракетама Варнер. Затим следи први ноћни лет Тајфуна двоседа. Од 2001. године, почело је осново испитивање и ажурирање свих проверених решења. Спроведена је надоградња напајања са електричном енергијом и авионске опреме и наставак летних испитивања авиона у новембру 2001. године. Прво двоструко доливање горива у лету авиона DA2 и DA4, извршено је у јануару 2002. године. Испитивање интеграције оружја и испитивање његовог лансирања током лета, извршено је 9. априла 2002. године. Тада је са ракетом AMRAAM гађана летећа мета („трут“). Значајан напредак, направљен је када је први пут у ваздуху досипано гориво у двосед, први пут са спољним резервоарима и у току ноћи. Изведен је први најдужи лет Тајфуна у временском трајању од 4 сата и 22 минута. Од 2002. године, почело је испитивање опреме за електронско ратовање и за противелектронску заштиту. У септембру 2004. године, побољшане су и унапређене команде лета.[99]
- Немачка; DA5, имао је намену паралелног развоја радара и остале опреме, у циљу надоградње на ниво партије 2, као и британски стандард. Финализиран је у оквиру немачке ваздухопловне индустрије, први лет је направио 24. фебруара 1997. године. DA5 је први ловац опремљен радаром ECR-90 CAPTOR. У јуну 1997. године, надограђен је софтвер за радар и за систем за управљање са моторома EJ200-03A. Реализована је прва посета потенцијалним норвешким купцима у јуну 1998. године. Норвешки пробни пилот је летео на Тајфуну DA5, 15. децембра 1998. године. У априлу 1999. године, направљен је први лет са новим софтвером, са дефинисаним стандардом за аутопилота и за аутоматско управљање са потиском мотора. Средином 1999. године, испитивано је истовремено праћење четири циља са радаром. У фебруару 2000. године, извршени су завршни летови испитивања, а у мају 2001. године, завршена је интеграција ракета AMRAAM и AIM-9L. До 29. марта 2001. године, завршено је испитивање радара са различитим експериментима. Надоградња авионске опреме серијског стандарда завршена је у пролеће 2003. године, а први лет је направљен са активном напредном ракетом IRIS-T, у мају 2004.[100]
- Шпанија; DA6, имао је намену развоја технике пилотирања, процедуре летења и побољшања структуре авиона. У Севиљи је финализиран овај други двосед, са наменом истраживања повећања обима елемената летних могућности, климатизације и вентилације кабине, преноса података са слоја везе и приказивања података на визиру кациге пилота. Први лет је изведен 31. августа 1996. године. Након тога, испитиван је прслук за хлађење пилота у условима повишених температура. Испитиван је и утицај климатских услова хангара, при високим температурама.[101]
- Италија; DA7, имао је намену развоја навигације, авионске опреме и интеграције ракета. Финализирала га је италијанска фабрика Аленија, а први лет је извео 27. јануара 1997. године. Прво лансирање ракета кратког домета AIM-9L, извршено је 15. децембра 1997. године, а прво лансирање AIM-120, изведено је 17. децембра 1997
 Уследила су прва подвешавања резервоара за гориво од 1.000 литара, 17. јуна 1998. У периоду од априла 2001. године, лансиране су ракете AMRAAM и AIM-9L у јединици оперативног ваздухопловства. Касније су реализована испитивања сензора „пират“. Извршено је испитивање пуњења горива у лету, у јулу 2002. године. У марту 2004. године, испитане су ракете IRIS-T са спољашњих носача испод крила.[39][94][102][103]

#### Индустријализација производње (предсерија)
IPA је скраћеница од почетних слова од назива на енглеском Instrumented Production Aircraft, за обележавање авиона предсерије, којима је исто дописиван редни број. Исто је наменски развијено седам таквих предсеријских авиона.
- Уједињено Краљевство; IPA1 је дефинисан стандард за индустријску реализацију сегмента интеграције одбрандбеног система. У Вортону је BAE систем финално произвео авион двосед IPA1. Овај авиона је направио први лет 15. априла 2002. године. То је први дефинисани стандард Тајфуна, који је ушао серијску производњу. На њему је још стандардизована климатизација, горивни систен, млазнице мотора, испитан је инструментални лет и примена боје авиона. Примарно је коришћен за испитивање и стандардизацију одбрамбеног система. У лету је испитана прва верзија бомби Павивеј II, 29. јуна 2006. године, а у јуну 2009. године и Павивеј IV.[104]
- Италија; IPA2 је предсеријски авион на коме је разрешена индустријска интеграција оружја ваздух-земља. То је први италијански Тајфун двосед. Финално је склопљен у фабрици Аленија. Први лет је направио 5. априла 2002. године. На њему је индустријализовано и коначно испитано наоружање ваздух-земља и фузија сигнала сензора на показивачима у кабини пилота. Такође је 2003. године, на њему испитивано и званично стандардизовано тактичко летење. Извршена је верификација поступка пуњења горива у току ноћног лета, 19. новембар 2004. године. Испитана је употреба убојног средства GBU-16, 2005. године. С њим је изведен први лет са моторима EJ200 Mk 101, изведен је 14. септембра 2007. године. У току испитивања летео је и на надзвучним брзинама, када су и верификоване маневарске способности Тајфуна. У процесу испитивања нових мотор, прво је само десни замењен са верзијом Mk 101, а у децембру је замењен и други леви. Тако, је компатибилност мотора испитана и стандардизована, у новембру 2008. године.[105]
- Немачка; IPA3 је предсеријски авион на коме је извршена индустријска интеграција оружја ваздух-ваздух. Финално га је произвела немачка ваздухопловна индустрија. Овај двосед је направио први лет 8. априла 2002. године. На њему је 2005. године, испитана чврстоћа структуре при ношењу спољних терета. Испитана је бомба Павивеј II, 21. фебруара. Поред тога, вршена су и поједина аеродинамичка испитивања.[106]
- Шпанија; IPA4 је предсеријски авион, на коме је извршена индустријска интеграција дела оружја ваздух-земља и развој стандарда очувања животне средине. У Шпанији је финализиран авион једносед IPA4, који је полетео 27. фебруара 2004. године. У децембру 2004. године, уследила су летна испитивања ракетног наоружања, на полигону у Шведској, a завршена су 8. марта 2005. године. На ову летелицу уграђен је систем „пират“. У 2006. години, испитиван је овај авион на електромагнетну компатибилност и карактеристике флатера структуре. У 2007. години, извршени су пробни летови при ношењу и употреби ракете MBDA метеор, а 31. марта 2009. године и лансирање ракете AMRAAM, на летећу мету. Средином 2009. године, авион је надограђен на стандард партије 2. Са њим је детаљно испитана и стандардизована технологија вожње авиона по земљи (таксирање).[107]
- Уједињено Краљевство; IPA5 је предсеријски авион на коме је извршена индустријска интеграција оружја ваздух-земља и ваздух-ваздух. Овај једносед је финално произвео BAE систем у Вортону, први лет је направио 7. јуна 2004. године. На њему је реализована интеграција ракета ваздух-ваздух и укупног оружја ваздух-земља.[108]
- Уједињено Краљевство; IPA6 је предсеријски авион на коме је реализована конверзија система опреме стандарда партије 2. Полетео је 1. новембра 2007. године, припада партији 1, то је био први Тајфун са потпуним хардвером и софтвером партије 2. У октобру 2007. године, обављена су испитивања мотора. Од 2008. године, извршени су пробни летови са новом кацигом пилота, показивачким системом и системом FLIR.[109]
- Немачка; IPA7 је предсеријски авион на коме је исто реализована конверзија у стандард партије 2. Полетео је 16. јануара 2008. године, такође потпуним стандардом партије 2. Произведена су још два предсеријска авиона IPA7, за ближе дефинисање и верификацију серијског стандарда. Они су били опремљени мањом количином мерне опреме у лету, те су били приближнији са масом серијском авиону, па и реалним перформансама.[110]
- Уједињено Краљевство; ISPA1, овај двосед је финално произвео BAE систем у Вортону. Направио је први лет 11. маја 2004. године. Коришћен је за испитивање и индустријску стандардизацију и интеграцију нишанске кациге пилота и ласерских контејнера за ласерско обележавање циљева.[111]
- Италија; ISPA2, овај једносед је финално произвела италијанска фабрика Аленија. Са њим је први лет изведен 9. јула 2004. године. Пошто постоји само један од ових предсеријских Тајфуна, претпоставља се да је касније ISPA2 трансформисан у серијски стандард.[112]

### Серијска производња авиона

#### Партија 1
Тајфуни партије 1, произвођени су од 2003. године. Сматрају се ловци, почетних могућности. Временом је тај стандард постепено усавршаван, а свака надоградња софтвера и хардвера доводи до повећања његове могућности, што је препознатљиво означено новим бројем блока документације, односно новог стандарда. Са увођењем блока 5, ретроактивно су спроведене све претходно надограђене модификације пројекта, на свима авионима, из целог програма производње. То је стратегијски принцип ретроактивне надоградње свих авиона из програма Јурофајтер.
Блок 1То је стандард авиона са почетним оперативним и основним ПВО способностима. Предузете су мере, код све четири државе кооперанта, да се ова решења надограде на авионима једноседима и двоседима, све до Тајфуна стандарда блока 5, у временском периоду до 2012. године.
Блок 2То је стандард авиона са почетним способностима борбене намене ваздух-ваздух.
Блок 2То је стандард авиона са пуном борбеном способности ваздух-ваздух. Добијен је са надоградњом решења блока 2.
Блок 5То је стандард авиона са пуним оперативним капацитетом, са комбиновањем постојећих пуних борбених способности ваздух-ваздух и додатак са способностима из намене борбе ваздух-земља. До краја 2007. године, почела је њихова испорука у комбинацији сасвим нових авиона стандарда блока 5 и добијених са надограђивањем из блока 2B. Са тиме је испуњена партнерска обавеза према ваздуховним снагама НАТОа.

#### Партија 2
Тренутно се производе авиони из партије 2. Уговор о њиховој производњи, потписан је 14. децембра 2004. године, а уједно и о њиховом извозу Аустрији. Јурофајтер корпорација, обавезала се да испоручи наручиоцима 251 примерак авиона из партије 2, комплетно наоружаним. Уједињеном Краљевству испоручиће се 91 Тајфун, Немачкој 79 (укључујући и 15 авиона првобитно уговорено за Аустрију), Италији 47 и Шпанији 34. Испоруке авиона Тајфуна, из партије 2, за сва четири кооперанта почеле су у лето 2008. године, а планирано је да трају све до 2013. Значајне разлике, у односу на стандард партије 1, односе се и на промену и побољшање застареле технологије производње.
Блок 8Уграђен је хардвер новог стандарда у рачунар задатака и уведени су нови модови радара CAPTOR-M. Углавном је фокусирана пажња на нови рачунар задатака (мисија) који поседује боље перформансе обраде података, са већим капацитетом меморије потребне за интеграцију будуће надоградње савременог наоружања.
Блок 10Ажуриран је софтвер за векторско мапирање, побољшана је опрема инфрацрвеног сензора за режим извиђања и праћења. Интегрисано је ново оружје: AIM-120C-5, AMRAAM, дигитални IRIS-T, GBU-24, ALARM, Павивеј III и IV.
Блок 15Реализација вишенаменске напредне ефикасности авиона Тајфун на ниво 2 са ракетама ваздух-ваздух MBDA метеор и оружјем ваздух-земља: TAURUS, Сторм шедоу (енгл. Storm Shadow) и Сумпорном бомбом.

#### Партија 3А
Стандард и опремање партије 3 авиона Тајфуна још увек је у разматрању. Усклађују се ставови кроз преговоре који су у току. Због буџетских проблема који произилазе из садашње економске светске кризе и због лакшег тренутног усаглашавања ставова, партија 3 је подељена на два дела: партија 3A и 3B. Авиони партије 3A ће имати отворен интерфејс за будућа унапређења, али ће се испоручити са могућностима око 2,82 од нивоа у односу на стандард партије 2. Партија 3B остаје да сачека повољније економске услове и тек ће бити усаглашавана.

#### Партија 3
За партију 3B планирана је и припремљена су решења за надоградњу:
- Радар са електронским скенирањем, CAPTOR-E.
- Тродимензионалне млазнице за управљиве са потиском мотора.
- Софтвер и комплетан систем за управљање са вектором потиска.
- Савремена кацига развијена у BAE, са визиром који има функцију нишанске главе у сегментима приказивања и управљања са оружјем.
- Спољни резервоар горива, приљубљен уз задњи део трупа авиона (облаже контуру трупа).[13][29][115]

#### Сумарни преглед трансформације стандарда авиона
Јурофајтер тајфун је један од највећих међународних кооперантских програма у светској историји ваздухопловне индустрије. Са већим бројем држава које су укључене у пројекат теже се може договарати пошто се повећава број различитих интереса. Неопходно је доста компромиса да се дође до стабилних договора и решења. У програму Јурофајтер тајфуна, било је одређеног неслагања, кашњења и много политике. У решавању превазилажења тих проблема, лакше је било програм изделити на етапе. Одлучено је да се производња одвија у три партије (транше).
Свака је партија усаглашена између коопераната и обавезујућа је са посебним уговором између партнера и Јурофајтер корпорације, за утврђени број авиона. Ово је омогућило партнерима, кооперантима флексибилност да промени свој број авиона током периода производње, али уз надокнаду Јурофајтер корпорацији, који гарантује фиксну јединичну цену авиона свима наручиоцима у тренутку уговарања, на бази броја примерака у почетном договору.
Ова флексибилна могућност је остварена у финансијској подели три партије производње, али је исто остављена за опционе измене спецификација авиона (стандарда) из оквира почетне дефиниције. Ово омогућава да се нове функције додају или одбаце по потреби, чак и на нивоу авиона за појединачну државу кооперанта.
Док је са партијама решавана међусобна финансијска подела, дотле је са блоковима решаван стандард техничке дефиниције и ниво способности авиона. Са сваким новим блоком уведене су нове могућности. Приступ међусобне диференцијације дефиниције стандарда са појмом блокова, уобичајен је метод и користи за војне авионе за дефиницију надоградње хардвера, софтвера, уградњу новог наоружања и промене структуре авиона.
Тајфун је првобитно био планиран да се у оквиру једне партије производње дефинишу три блока (сегмента), (партија 3 садржи блок 20, блок 25 и опције из других блокова). Сваки блок је планиран да се добија са доградњом претходних решења из партије 1, тако да је увек она основа свих решења. Значи, могућности ваздух-ваздух из партије 2 добијене су надоградњом решења стандарда партије 1. Предвиђено је да се у партији 3 уведе ново наоружање и системи кроз увођење нових блокова. То су ракете метеор, радар са електронским скенирањем и управљање вектором потиска.
| Табеларни преглед производње тајфуна у партијама, серијама и блоковима. | Табеларни преглед производње тајфуна у партијама, серијама и блоковима.                                | Табеларни преглед производње тајфуна у партијама, серијама и блоковима. | Табеларни преглед производње тајфуна у партијама, серијама и блоковима. | Табеларни преглед производње тајфуна у партијама, серијама и блоковима. | Табеларни преглед производње тајфуна у партијама, серијама и блоковима. |
| Године                                                                  | Партија                                                                                                | Серије                                                                  | Блокови                                                                 | Број примерака                                                          | Функционалности |
| ----------------------------------------------------------------------- | --- | ----------------------------------------------------------------------- | ----------------------------------------------------------------------- | ----------------------------------------------------------------------- | --- |
| 2003. — 2004. предати су                                                | Партија 1 „тајфуна“ 148 и 363 мотора EJ.200 и 147 радара CAPTOR                                        | Серија IPA                                                              | Блок 1                                                                  | 2 x ЈС ♥ 3 x ДС ♥                                                       | Хардвер: стандардан серијски + опрема за испитивање у лету (завршени и усвојени: 30. јуна 2003. године) |
| 2003. — 2004. предати су                                                | Партија 1 „тајфуна“ 148 и 363 мотора EJ.200 и 147 радара CAPTOR                                        | Серија 1                                                                | Блок 1                                                                  | 31 x ДС                                                                 | Софтвер: PSP 1 (IOC; Почетне оперативне способности, Основни ПВО капацитет; основна обука борбе у ваздуху) |
| 2004—2005. предати су                                                   | Партија 1 „тајфуна“ 148 и 363 мотора EJ.200 и 147 радара CAPTOR                                        | Серија 2                                                                | Блок 2                                                                  | 43 x ЈС 4 x ДС                                                          | Софтвер: PSP 2 (Побољшане ПВО могућности, унапређена способност борбе у ваздуху) Функције: Фузија сигнала сензора (радара, MIDS и IFF), пасивна заштита, „Пират“ FLIR, управљање гласом, основе аутопилота. Ракете ваздух-ваздух: AIM-9L, ASRAAM-дигитал, AIM-120B AMRAAM, топ |
| 2004—2005. предати су                                                   | Партија 1 „тајфуна“ 148 и 363 мотора EJ.200 и 147 радара CAPTOR                                        | Серија 2                                                                | Блок                                                                    | 29 x ЈС 9 x ДС                                                          | Софтвер PSP 3 (Дуготрајна способност и превласт у ваздушном простору са вишенаменским карактеристикама.) Функције: Кацига, са визиром који има функцију нишанске главе, пуна функција слоја везе, унапређени модови радара, пасивна заштита, систем за упозоравање за судар са препрекама на земљи. Ракете ваздух-ваздух: IRIS-T аналогна (Доступан софтвер за IPA, подршку функције) |
| 2006-2007. предати су                                                   | Партија 1 „тајфуна“ 148 и 363 мотора EJ.200 и 147 радара CAPTOR                                        | Серија 2                                                                | Block 5                                                                 | 16 x ЈС 5 x ДС                                                          | Софтвер: PSP 4 (више улога пуне способности) Функције: Ноћно осматрање, опрема за пренос података преко кациге са нишаном, ажуриране команде лета, системи оружја ваздух-земља, пуна функција аутопилота, „Пират“ FLIR, потпуна функција система за упозоравање за судар са препрекама на земљи. Ваздух-земља: GBU-10 павивеј II, GBU-16 павивеј II, топ. (Софтвер се испитује)       |
| 2006-2007. предати су                                                   | Партија 1 „тајфуна“ 148 и 363 мотора EJ.200 и 147 радара CAPTOR                                        | Серија 2                                                                | Block 5                                                                 | 5 x ЈС                                                                  | Софтвер: PSP 4 (више улога пуне способности) Функције: Ноћно осматрање, опрема за пренос података преко кациге са нишаном, ажуриране команде лета, системи оружја ваздух-земља, пуна функција аутопилота, „Пират“ FLIR, потпуна функција система за упозоравање за судар са препрекама на земљи. Ваздух-земља: GBU-10 павивеј II, GBU-16 павивеј II, топ. (Софтвер се испитује)       |
| Уговорено 2008. (планирано 2006)                                        | Партија 2 Тајфуна 254 и 558 мотора и 254 радара CAPTOR                                                 | Серија 4                                                                | Блок 8                                                                  |                                                                         | Рачунар задатка са новим хардвером и са новим стандардом. |
| Уговорено 2008—2009 (планирано 2007—2008)                               | Партија 2 Тајфуна 254 и 558 мотора и 254 радара CAPTOR                                                 | Серија 5                                                                | Блок 10                                                                 |                                                                         | Павивеј III и IV:. (софтвер у раду) |
| Уговорено 2010. — 2011. (планирано 2009.—2010)                          | Партија 2 Тајфуна 254 и 558 мотора и 254 радара CAPTOR                                                 | Серија 6                                                                | Блок 15                                                                 |                                                                         | (вишенаменска напредна ефикасност, ниво 2) Ракете ваздух-ваздух: ракета MBDA метеор Ваздух-земља: TAURUS, Сторм шадов, Сумпорна бомба (опрема у преговорима) |
| Уговорено 2008 (планирано 2006)                                         | Партија 3 (план) (236 „тајфуна“ и 500 мотора и 236 радари) + опције Партија 3А (уговорено) 112 Тајфуна | Серија 7                                                                | Блок 20                                                                 |                                                                         | Софтвер: EOC 3 Могућа побољшања: управљање вектором потиска мотора, радар са електронским скенирањем, извиђање у реалном времену. дигитална технологија, смањен инфрацрвени одраз ... (у току је конципирање решења) |
| Уговорено 2011—2014 (планирано 2010.—2013)                              | Партија 3 (план) (236 „тајфуна“ и 500 мотора и 236 радари) + опције Партија 3А (уговорено) 112 Тајфуна | Серија 8                                                                | Блок 25                                                                 |                                                                         | Софтвер: EOC 4 могуће побољшање: смањење радарског одраза ... (у току је конципирање решења) |
| Уговорено 2014.—2015 (планирано 2013-2014)                              | Партија 3 (план) (236 „тајфуна“ и 500 мотора и 236 радари) + опције Партија 3А (уговорено) 112 Тајфуна | Серија 9                                                                | Опције                                                                  |                                                                         | |

♥ Значење скраћеница: ЈС = једносед и ДС = двосед
Тајфун је светски најнапреднији вишенаменски борбени авион нове генерације, који је доступан на тржишту и у оперативној је употреби у шест земаља (Немачка, Италија, Шпанија, Уједињено Краљевство, Аустрија и Краљевина Саудијска Арабија). Са предвиђеним бројем од 707 авиона, највећи је европски војни програм сарадње, пружа водећу високу технологију и јачање европске авио и укупне индустрије у глобалној конкуренцији. Запошљава више од 100.000 радних места, у 400 компанија, у водећим земљама Европе. Јурофајтер корпорација руководи програмом у име својих акционара водећих ваздухопловних фабрика земаља коопераната, са прометом од 60,7 милијарди евра (према сагледавању у 2006. години).

#### Морнаричка варијанта
У првобитним разматрањима, одбачена је опција употребе Тајфуна у британској морнарици због планираног коришћења америчког F-35. Поновљеним разматрањем плана стратегије одбране, октобра 2010. године, констатована су кашњења и финансијска ограничења за F-35. Поред тога, примена F-35 захтева допунске радове и трошкове на носачима авиона на увођењу модификација са катапултом за убрзавање на електромагнетни принцип. Из тих разлога је враћена идеја на морнаричку верзију Јурофајтера и отказивање британског учешћа у програму F-35. За сада је то још увек идеја, без званичне одлуке и уговора. У међувремену се заинтересовала и Индија за варијанту морнаричког Тајфуна.
Ова варијанта би била подешена за кратко полетање, са катапултом на палуби брода. При слетању би морнарички Тајфун класично слетао са „хватањем” са одговарајућом опремом за принудно заустављање (кука на авиону и еластично уже, попречно развучено на палуби брода).
У фебруару 2011. године, BAE је промовисао морнарички Тајфун Архивирано на веб-сајту  (2. децембар 2013), као одговор на захтев Индије. Ова варијанта Тајфуна је веће масе за 500 kg и веома је конкурентан авион у односу на морнарички Рафал и F/A-18E/F супер хорнет.

## Корисници
| Корисници авиона Јурофајтер тајфун | Корисници авиона Јурофајтер тајфун | Корисници авиона Јурофајтер тајфун | Корисници авиона Јурофајтер тајфун |
| Подаци                             | Подаци                             | Подаци                             |                                    |
| Држава                             | УговореноN.º                       | У употребиN.º                      |                                    |
| ---------------------------------- | ---------------------------------- | ---------------------------------- | ---------------------------------- |
| Уједињено Краљевство               | 160                                | 62                                 |                                    |
| Немачка                            | 125                                | 55                                 |                                    |
| Шпанија                            | 73                                 | 28                                 |                                    |
| Италија                            | 96                                 | 42                                 |                                    |
| Аустрија                           | 15                                 | 15                                 |                                    |
| Саудијска Арабија                  | 72                                 | 6                                  |                                    |
| Кувајт                             | 28                                 | 0                                  |                                    |
| Катар                              | ?                                  | 0                                  |                                    |
| Оман                               | 12                                 | 0                                  |                                    |
| Укупно                             | 559                                | 208                                |                                    |

## Оперативна употреба

### Борбена способност
Јурофајтер тајфун је у међународној конкуренцији предмет оперативног оцењивања, са неколико аспеката и критеријума. Као вишенаменски авион, најважнија и најзахтевнија му је намена превласт у ваздушном простору. Тај сегмент задатака је имао доминантан утицај на избор високе технологије, посебних конструктивних решења, што је довело до високих трошкова развоја и производње. Оцењивање борбених способности је разрађено по посебним максимално објективизираним критеријумима и методологији, врши се у односу на изабрани еталон авион, условно речено потенцијални противник. У овом случају оцењивања, изабран је противник Су-35 који је настао од познатог руског авиона Су-27. Ова конкретна оцењивања Тајфуна, у оквиру групе борбених авиона прве линије у свету, извршена је у специјализованој институцији изван Јурофајтер корпорације и без њеног утицаја.
Математичко моделирање понашања објеката па и авиона достигло је, у условима високе рачунарске технологије, веома висок ниво. Коришћени „модели“ у симулацији динамике објеката дају резултате, веома блиске реалним. У развојним ваздухопловним центрима изграђени су борбени симулатори, у којима се врши симулација борбе авиона у ваздушном простору, користећи њихове математичке „моделе“, уз подршку моћних умрежених рачунарских ресурса. Борбу врше стварни борбени пилоти, а због објективности у току оцењивања мењају улоге (авионе) у симулацији борбе, тако да се максимално искључи утицај њихових карактеристика на добијени резултат.
У току ових истраживања, усвојене су најбоље перформансе по свим сегментима за оба супротстављена противника од опреме, структуре, перформанси мотора (укључујући коришћено гориво), система заштите и интерфејса човек-авион. У овим испитивањима француски Рафал је користио своје ракете ваздух-ваздух Супер матра и MICA (што је примарно оружје француске авијације), док су остали ваздухоплови користили оружје AMRAAM.
Према резултатима симулације закључује се да Јурофајтер има победнички рејтинг од 82% (од 100 борби авионом Су-35 био би победник 82 пута, а изгубио би битку само 18 пута). То је значајна предност за превласт у ваздушном простору над авионом Су-35. Другим речима, статистички гледано један би Тајфун био изгубљен, наспрам 4,5 изгубљена Су-35 у борби за превласт у ваздушном простору.
Произилази да су Су-35 и Рафал потпуно равноправни (1:1). Разумљиво да је F-22 раптор најсупериорнији авион у односу на све остале разматране у симулацији борбе, пошто је представник пете генерације (види резултате симулације на слици десно, горе). Ово су ипак само резултати математичке симулација без физичког учешћа реалних авиона, њихових система и услова борбе, али се сматра као поуздана и прихватљива приближност за оцењивање способности.

### Увођење у употребу и примена
Испорука серијских авиона Тајфун и њихово увођење у оперативну употребу почело је 4. августа 2003. године. Тада је немачка индустрија испоручила прве авионе своме Луфтвафеу. Исте године је и шпанска индустрија испоручила први серијски авион своме ваздухопловству. Тајфун је уведен у оперативну употребу у Италијанско ваздухопловство 16. децембра 2005. године. Одмах су ови авиони укључени у снаге за брзо деловање, на упозорења од опасности из ваздушног простора.
Министарство одбране Велике Британије, саопштило је 9. августа 2007. године, да је 11. ескадрила РАФ-а опремљена авионима Тајфун. Преузели су прва два 29. марта 2007. године (серијски број првога је био №ЗЈ931). Тајфуни, из 11. ескадриле, послати су у пресретање руског Ту-95, који се приближавао британском ваздушном простору 17. августа 2007. године. Званично су британски Тајфуни проглашени оперативним за борбу у опцији ваздух-земља до 1. јула 2008. године, а за вишенаменску примену, за коју су и пројектовани, средином 2008. године. У оквиру своје намене, размештени су по ваздухопловним базама РАФ-а.
Око 25. априла 2008. године, један Тајфун из 17. ескадриле РАФ-а, летео је за потребе Америчке морнарице у опитном центру у Калифорнији и претрпео је велика оштећења приликом слетања. Тада није била, на одговарајући начин, подешена његова брзина слетања. Прави разлог за удес није утврђен, а спекулисало се да је то била грешка пилота. Током овог боравка 17. ескадриле РАФ-а, један је Тајфун слетео на „стомак“. Претпоставља се да је пилот заборавио извући ноге стајног трапа, што се понекад дешава у ваздухопловству. Авион није уништен и пилот није повређен.
Британска државна ревизорска институција је закључила, у 2011. години, да је било пропуста у дистрибуцији резервних делова у снабдевању Тајфуна за његово одржавање и поправке. У неколико земаља је дошло до њихове несташице и неки авиони су због тога били неисправни дужи временски период. Кршени су прописи, приступило се забрањеном методу, у ваздухопловству, скидања делова са неког жртвованог и постављање на други авион као нови резервни део, у функцији његовог довођења у оперативну способност. То се у ваздухопловству зове „канибализам”, што је прописима забрањено.
Тајфуни италијанског ваздухопловства распоређени су 17. јула 2009. године, да штите ваздушни простор Албаније.
У септембру 2009. године, четири Тајфуна РАФ-а распоређени су у њихову ваздухопловну базу, као замена за Панавија торнадо, на Фолкландским Острвима. Подразумева се да је уследио протест званичне власти Аргентине.
Тајфун је имао најтежи удес (катастрофу) 24. августа 2010. године, када се двосед у Шпанији срушио из непознатих разлога. Та катастрофа је описана у поглављу „несреће“. Стручњаци сумњају да је судар са птицом уништио „кључне сензоре“. Та катастрофа је открила да има пропуста у конструкцији система за спашавање пилота, што је разјашњено и отклоњено.

До краја августа 2008. године, Тајфуни су већ имали укупни налет од 44.500 сати лета. Коментаришући овај успех, извршни директор програма Тајфуна, Алојсијус Рајен (енгл. Aloysius Rauen) изјавио је: 
Ово је најновији доказ за признање посвећености летачких посада и инжењера ваздухопловстава земаља учесница и положеном испиту индустрија и стручних тимова. То је такође доказ поузданости и расположивости Тајфуна, као система оружја. Ова два елемента, професионализам и технолошка достигнућа, оно су што дефинише Тајфун као авион „светску батину“, који је данас у оперативној употреби са пуним капацитетом.
Тренутно, десет јединица у пет ваздухопловстава користе Тајфун. Аустријске оружане снаге спроводиле су високи профил заштите ваздушног простора са летовима потпуно наоружаних Тајфуна током европског првенства у фудбалу 2008. године.
Тајфун редовно учествује у међународним вежбама, ваздухопловним митинзима и изложбама. Током 2008. године, у Шпанији и на Сардинији. У Великој Британији у организацији РАФ-а, са доминантном улогом америчког ваздухопловства у вежби под називом „Западна зелена застава“, Тајфун се доказао у вишенаменској улози. То је и потврдио, у веома успешној примени у Невади, са својим могућностима дејства ваздух-земља.
Представљен је и на аеро-митингу у Србији на аеродрому Батајница, 13. септембра 2009. године.
Са Тајфуна, 31. марта 2009. године, успешно је лансирана ракета AMRAAM, док је пилот авиона држао свој радар у пасивном режиму. По први пут, потребне податке о циљу пројектил је узимао као радарски одраз изазван са осветљењем радара са другог авиона. Циљ испитивања је био да авион, са кога се лансира ракета AMRAAM, нема радарску емисију и противнички сензори немају информације о његовој присутности и намери. Неопходне податке о циљу, лансирана ракета, узимала је од радара другог Тајфуна, а подаци су се преносили преко мултифункционалног информационог дистрибутивног система. Авиони Тајфун, били су међусобно удаљени и на сасвим различитим растојањима од циља. Овај сценарио, посебно је тактички релевантан за Тајфуна, у борби у ваздушном простору против високог нивоа претњи, укључујући авионе тешко уочљиве (са малим одразом за његове сензоре). Ово испитивање, изведено је са шпанским авионом Тајфун IPA4 (носачем ракете) и британским IPA5 (са укљученим радаром). Као циљ коришћена је летећа мета (трут).
|  |  |  |  |

Испоручена су 148 авиона ваздухопловствима пет земаља, из партије 1. Прве испоруке од партије 2 следе. У јануару 2011. године, сви ови авиони Тајфун из свих пет ваздухопловстава, имали су укупни налет од 100.000 сати.
Британски премијер Дејвид Камерон најавио је 18. марта 2011. године, да ће Уједињено Краљевство разместити Тајфуне, заједно са Панавија торнадом у Либију, ради обезбеђења забране летења. РАФ-ових 10 Тајфуна је 20. марта стигло у ваздухопловну базу у јужној Италији. Ови Тајфуни су прву своју мисију извели 21. марта. Летели су са задатком патролирања у зони забране летења. Закључено је 29. марта да је потребно повећати број пилота у тим задацима, што је и учињено.
Мешовити пар авиона Тајфун и Торнадо су 12. априла 2011. године бацили прецизно навођене бомбе на возила Гадафијевих снага, која су била паркирана у одређеном простору. Начелник штаба ваздухопловства је саопштио у току конференције Краљевског ваздухопловног друштва 2011. године у Лондону, да је сваки авион „врло успешно и прецизно“ бацио по једну ласерски вођену бомбу GBU-16 павивеј II од 454 kg, истакавши да „овај догађај представља доказ способности за извршавање вишенаменских задатака Тајфуна“.
Тадашњи британски секретар одбране је признао 14. априла да су британски авиони Тајфун прошле године оскудевали резервним деловима и упозорио је да ће се то вероватно наставити све до 2015. године.
До јула 2014. године, десетак авиона Тајфун РАФ-а унапређено је у Партију 2 из Блока 1 и коришћени су у Либији. Оспособљени су да користе вођене бомбе Павивеј IV (у верзији Блока 1 је користио GBU-12 павивеј II). Павивеј IV се може подесити да експлодира изнад или испод циља, при удару под одређеним углом. Британци планирају да унапреде своје Тајфуне да би могли да носе крстареће ракете TAURUS, Сторм шадов, Сумпорне бомбе и ракете ваздух-земља, до 2018. године, како би се осигурала замена авиона Торнадо GR4.

## Извоз
Кашњење развоја радара деградирало је квалитет Тајфуна у оквиру категорије четврте генерације. Конкурентски авиони су на светском тржишту Рафал, Су-27 и МиГ-29, а они поседују савремене доплер радаре, са активним електронским скенирањем, што ће на Тајфуну тек бити остварено на основу накнадно склопљеног уговора, објављеног 19. новембра 2014. године. Чак је и британска влада је инсистирала на убрзању разрешења тог питања, у потреби повећања конкурентности Тајфуна, посебно на индијском тржишту, пошто је у питању значајан уговор.

### Аустрија
Аустријско ратно ваздухопловство је било опремљено шведским ловцима Саб 35 дракен (енг Saab 35 Draken), који су уведени у оперативну употребу још давне 1963. године. Стога је аустријска влада 2. јула 2002. године најавила одлуку о куповини новог авиона за противваздухопловну одбрану. Одлука о куповини 18 Тајфуна донета је 1. јула 2003. године. Подразумевало се да уговор обухвата обуку и комплетну логистику, одржавање и симулатор лета. Министар одбране Аустрије кориговао је ову одлуку 26. јуна 2007. године и смањио је поруџбину са 18 на 15 примерака. Први Тајфун је испоручен Аустрији 12. јула 2007. године и тада је званично увођење овог типа авиона у оперативну употребу у аустријско ратно ваздухопловство. Свих 15 авиона су из партије 1, с тим што је девет нових, а шест већ коришћених. На овај начин је учињена уштеда у новцу, са 1,959 на 1,589 милијарди евра (око 19%).

### Саудијска Арабија
Након неуспешних преговора са Јужном Корејом и Сингапуром, које су се на крају одлучиле за куповину F-15Е, успешно су приведени преговори са Саудијском Арабијом. Вест о томе да је Саудијска Арабија донела одлуку да купи 72 Тајфуна објављена је 18. августа 2006. године. Ову вест пратили су извештаји о корупцији саудијских званичника у оквиру реализације уговора за куповину авиона, међутим, ова афера је била заташкана због заштите британских националних интереса и међународне безбедности. РАФ је чак пристао да преусмери део својих испорука Саудијској Арабији у циљу поспешења и убрзања сарадње на извозу. Испоручена су 24 авиона из партије 2, од којих је први испоручен 2008. године, а такође је била уговорена и опција да исти буду касније унапређени у партију 3.
До 2011. године, 24 Тајфуна (Партија 2) је испоручено Саудијској Арабији. Од којих су 18 једноседа и 6 двоседа. Након тога, отпочели су разговори о конфигурацији и цени остатку плана испорука од 72 примерка. Испоруке су настављене почетком 2013. године, са усаглашавањем за четири тренера и још два Тајфуна једноседа. Још два примерка једноседа су испоручена у октобру 2013. До краја 2013. године, Саудијској Арабији су испоручена укупно 34 примерка авиона Тајфун.
BAE је објавио 19. фебруара 2014. године да су се Саудијци сложили око повећања цене у постојећем уговору.
У фебруару 2015. године, саудијски Тајфуни, напали су циљеве снага Исламске државе, преко Сирије, први пут користећи бомбе Павивеј IV.

### Оман
Током 2008. године, на аеромитингу у Фарнбороу, саопштено је да је Оман у „поодмаклој фази“ разговора за куповину Тајфуна, као замену за своје авионе типаЈагуар. Од 2010. године Оман је заинтересован за куповину Тајфуна, иако су такође разматрали евентуално решење са JAS 39 грипен.
У априлу 2010. године, Оман је открио да преговарају о поруџбини 18 примерака F-16 Фајтинг Фалкон, с тим што би наставили ту сарадњу са додатном поруџбином од додатних 12 примерака F-16C/D, из производње 50. блока, што је објављено у децембру 2011.
Оманско Ратно ваздухопловство је саопштило да су 21. децембра 2012. године, постали седми власници авиона Тајфун када је уговорено 12 примерака да уђу у њихову оперативну употребу, 2017. године.

### Кувајт
Кувајт је у јуну 2015. године, објављено да је био у преговорима са италијанским ваздухопловством и фирмом Алениом о потенцијалној куповини до 28 примерака Тајфуна за попуну две ескадриле. Јурофајтер корпорација је потврдила да је 11. септембра 2015. године, постигнут договор за испоруку Кувајту 28 авиона типа Тајфун.

### Потенцијални купци

#### Бахреин
Дана 8. августа 2013. године, BAE су коментарисали званичници у циљу да испитају могућност куповине Јурофајтер тајфуна за бахреинско Краљевско ваздухопловство. Ову опцију су разматрали заједно са конкуренцијом JAS 39 грипен, Рафал, и F-35 лајтнинг II, за будуће бахреинске војне потребе.

#### Канада
У 2012. години, канадска влада је закључила да су трошкови за F-35 лајтнинг II знатно порасли у односу на планиране, а самим тим је интерес за Јурофајтер тајфун порастао, као и за друге конкурентске борбене авионе, у настојању замене својих старијих CF-18. Мало је вероватно да ће се одлука донети пре следећих савезних избора у октобру 2015. године.

#### Малезија
У децембру 2009. године, BAE систем је најавио могућност да Јурофајтер тајфун замени МиГ-29, у Краљевском ваздухопловству Малезије. Према речима регионалног директора за пословни развој Даве Потер, Тајфунове вишенаменске могућности дозвољавају да та замена буде успешна. Као и на другим местима, конкуренција је Тајфуну и овде F/A-18E/F супер хорнет, F-15 игл, Рафал, ЈАС-39 грипен НГ, Су-35, и F-16C / D (блок 52).

#### Перу
Шпанија је објавила 4. фебруара 2013. године, потенцијалну продају ваздухопловству Перуа 18 авиона Јурофајтер тајфун, из партије 1. по јединичној цени од 45 милиона € (61 милиона $. Намера је да им се пренесу авиони који се тренутно у шпанској оперативној употреби, у року од годину дана, од потписивања уговора. Разговори су трајали од новембра 2012. године, а предлог је званично упућен средином јануара 2013.

#### Катар
Катарско ваздухопловство је, од јануара 2011. године, разматрало набавку Јурофајтер тајфуна, у конкуренцији са F-35 лајтнинг II, F/A-18E/F супер хорнетом, F-15 иглом и Рафалом, у циљу замене тренутно расположивих Миража 2000-5. Планирана је милијарда америчких долара, за набавку нових авиона.

#### Емирати
У новембру 2012. године, Влада Велике Британије је најавила формирање формалног индустријског партнерства у одбрамбеним технологијама са Уједињеним Арапским Емиратима, чиме је отворен пут за потенцијалну продају Тајфуна, кроз сарадњу BAE система, са овом земљом.

#### Остали
Други потенцијални купци Јурофајтера су Данска и Румунија.

### Неуспеле понуде

#### Индија
Јурофајтер тајфун је био један од кандидата за опремање индијског ваздухопловства са 126 вишенаменских борбених авиона. Остали конкуренти су били F/A-18 Хорнет, Рафал, JAS 39 Грипен, МиG-35 и F-16 фајтинг фалкон. Индији је понуђено партнерство у производњи Тајфуна, што би донело позамашан број радних места у Индији и у Европи.
У јулу 2007. године, индијско ратно ваздухопловство организовало је маневар на коме су учествовали руски Су-30 и Тајфуни, што је била њихова својеврсна такмичарска промоција.
У јануару 2010. године, индијски амбасадор је у Италији изјавио да је Тајфун први на списку за индијски избор будућег вишенаменског ловца. Како је званично изјавило Министарство одбране Индије 27. априла 2011. године, Јурофајтер тајфун и Рафал су два ловца у ужем избору за набавку 126 планираних авиона.
Индија се на крају одлучила за Рафала. Та одлука је објављена 31. јануара 2012. године. Одлучено да се уговоре 36 примерака авиона Рафал. Пресудна чињеница је била да је Рафал јефтинији.

#### Јапан
У марту 2007. године објављено је да је Тајфун на првом месту за избор авиона следеће генерације у Јапану. Главни конкуренти су му били F/A-18E/F супер хорнет и F-15E. Јапански министар одбране је потврдио 17. октобра 2007. године да ће Јапан вероватно купити Тајфун. При томе је изразио дивљење према америчком F-22 Раптору, иако је додао да он Јапану није неопходан, поготово што извоз није дозвољен, те је због тога Тајфун био за Јапан најбоља алтернатива.
У априлу 2011. године, достављена је понуда јапанском ваздухопловству за конкуренцију замене њихових Фантома авионом F-35. У децембру се јапанско министарство одбране определило за F-35А. Одлучили су да им се 42 авиона испоруче од 2016. године. Уговор је вредан осам милијарди америчких долара. Прва четири примерка су већ доступна за јапанску фискалну 2012. годину (која код њих почиње 1. априла).

#### Србија
У 2010. години Србија је показала начелан интерес за Тајфун. Међутим, Србија се касније изјашњавала за набавку 14 руских ловаца МиГ-29М2.

#### Грчка
Грчка влада је планирала, 1999. године, да обезбеди 60 Тајфуна, како би заменили своје постојеће авионе 2. генерације, али је то одложено због буџетских ограничења, који су последица лоше економске ситуације у држави. У децембру 2011. године, одлучено је да се затвори канцеларија Еурофигхтер конзорцијум у Грчкој, јер Грчка није у позицији да поручи нове авионе, пре 2018.

#### Сингапур
У 2005. години, Јурофајтер тајфун је био кандидат за избор Сингапура за нови ловачки авион у конкуренцији са F-15T и Рафалом. Јурофајтер је елиминисан из такмичења у јуну 2005. године, а F-15T је изабран у септембру 2005.

#### Јужна Кореја
У 2002. години, ваздухопловство Републике Кореје се одлучило за 40 примерака авиона F-15K, у оштрој конкуренцији са Рафалом, Тајфуном и Су-35.

#### Швајцарска
У фебруару 2007. године, објављено је да Швајцарска разматра куповину авиона у избору између Еурофигхтера, Рафала и JAS 39 грипена, за наоружање свога ваздухопловства, уместо застарелог Нортроп F-5 тигар II. У тој функцији је реализовано око 30 демонстрационих летова. Дана 30. новембра 2011. године, швајцарски Савет федерације је саопштио да планира да купи 22 примерка JAS 39 грипена, због своје мање набавне цене и мањих трошкова одржавања. Французи су били спремни да снизе цену Рафалу, да би били конкурентни у односу на Грипена и да тако победе конкуренцију на основу техничких предности. Међутим, пресудили су нижи трошкови набавке и одржавања Грипена.

#### Турска
Турска је разматрала куповину Јурофајтера, али у 2009 су одлучили да купе већи број авиона F-35 лајтнинг II. Након тога су изјавили „да нису заинтересовани за Јурофајтер“.

#### Норвешка
Норвешка је разматрала куповину Тајфуна, али у 2012. години је потписала највећи уговор за јавну набавку у историји земље (у вредности од 10 милијарди $) за набавку F-35 лајтнинг II.

## Несреће
- Шпански прототип двосед DA-6, срушио се 21. новембра 2002. године, због избијања пожара на оба мотора. Оба члана посаде су остали неповређени после катапултирања. Ова несрећа се десила при испитивању мотора у лету, око 100 километара јужно од Мадрида. У тренутку несреће, брзина авиона је била еквивалента Маховом броју од 0,77 на надморској висини од 15 километара и под углом пењања од 10°. Непосредно пред несрећу на моторима је истовремено укључено допунско сагоревање при чему покретачи нису потпуно отворили издувне млазнице. Последица тога кашњења је нагомилавање гасова и смеше горива, у комори за сагоревање, због чега је дошло до такозване „буктиње“ и хаварије мотора. Хаварија мотора и пожар (буктиња) су изазвали хаварију све три хидраулична система. Последично су потпуно отказале команде лета, те се авионом више није могло управљати и исти се срушио. При паду авион је потпуно уништен.[175][176]
- У Шпанији при полетању за рутински тренажни лет, срушио се Јурофајтер двосед 24. августа 2010. године. Пилот Саудијске Арабије је погинуо, а шпански пилот инструктор летења се спасао са катапултирањем. Верује се да је до неуспеха избацивања седишта арабијског пилота дошло због техничке грешке у његовој конструкцији. Због оваквог закључка о евентуалној техничкој грешци у систему избацивања седишта, немачко ваздухопловство забранило је летење својим Тајфунима, 15. септембра 2010. године. Аустрија је такође предузела ту безбедност за своје авионе. После изведених модификација копчи на сигурносном појасу избацивог седишта, забрана летења је укинута 30. септембра 2010.[130][177][178]
- Шпанско Министарство је објавило да се њихов Јурофајтер срушио при слетању, 9. јуна 2014. године, после рутинског тренажног лета. Једини пилот капетан шпанског ратног ваздухопловства Фернандо Царакос, који је имао преко 600 сати летења на Јурофајтеру, погинуо је у тој несрећи. Авион је био један од 46 примерака Јурофајтера, њиховог ваздухопловства. Узрок несреће није доказан.[179][180]
- Јурофајтер немачког ваздухопловства, претрпео је у ваздуху судар са Леарјетом 35А, 23. јуна 2014. године, који се срушио. Јурофајтер је безбедно слетео на аеродром.[181]
- 2 Јурофајтера Немачког ваздухопловства сударила су се у ваздуху 24. јуна 2019. године, оба авиона су уништена, један пилот је погинуо, а други је безбедно извучен из крошње дрвета где је упао са падобраном након катапултирања.

## Хронологија важних догађања на програмуЈурофајтер
- 1972. година:
  - РАФ је поставио тактичко-техничке захтеве (AST-396) за нови авион, који је био планиран да замени постојеће авионе — за кратко и вертикално полетање и слетање (енгл. short take off and vertical landing, STOVL) Харијер и за подршку, типа Јагуар.
  - Захтев је измењен у два одвојена:AST-403 за супериорног вишенаменског ловца и AST-409, за авион са STOVL карактеристикама. Први захтев је предодредио развој авиона Јурофајтер тајфун а други Харијер II.
- Половином 70-их година;
  - Француска, Немачка и Уједињено Краљевство покренули су заједнички програм за европски борбени авион (енгл. European Combat Aircraft, ECA).
- 1979. година:
  - Након различитих захтева (нарочито француског искључивог захтева за носиоца програма), Енглези и Немци су предложили „Европски борбени ловац“ (енгл. European Combat Fighter, ECF).
- 1981. година:
  - Развој различитих националних прототипова и настављање разлика око спецификација, довело је до отказивања ECF. Партнери Немачка, Италија и Уједињено Краљевство, покренули су Агилни борбени авион (енгл. Agile Combat Aircraft, ACA). Због недостатка финансија Немачке и Италије, Уједињено Краљевство је поднела све трошкове за прототип од 80 милиона фунти. Прототип је програмиран са називом „Европски авионски програм“ (EAP).
- 1983. година:
  - У мају је потписан уговор за развој и производњу прототипа EAP.
  - Уједињено Краљевство, Француска, Немачка, Италија и Шпанија покренули су програм будућег европског ловца (енгл. Future European Fighter Aircraft, F/EFA). Захтеви су били за кратко полетање и слетање авиона и могућност борбе изван визуелног опсега.
- 1984. година:
  - Француска је поновила свој захтев за верзију способну да се користи са носача авиона и свој удео са 50% од укупног посла. Уједињено Краљевство, Немачка и Италија одлучили су да успоставе нови EFA.
- 1985. година;
  - Француска је и званично напустила преговоре о програму, почели су рад на развоју свога самосталног ACX.
  -  је премијерно приказао у Вортону, 27. октобра, завршен прототип EAP.
- 1986. година:
  - У јуну је основана Јурофајтер корпорација.
  - EAP је направио свој први лет, 8. августа. Његова конфигурација је задржана као већи део каснијег пројекта Јурофајтер.
  - Фирме Ролс-Ројс, MTU Аеро Енџис, Авиофиат и Индустрија турбо пропулзије формирали су компанију Јуроџет турбо, за развој мотора Јуроџет ЕЈ200.
- 1988. година:
  - Потписани су уговори 23. новембра, за производњу демонстрационих мотора.
- 1990. година:
  - Формирана је компанија Јурорадар, за развој радара ECR-90 (касније је назван Јурорадар CAPTOR).
- 1991. година:
  - Последњи лет је направио демонстратор EAP, 1. маја.
- 1992. година;
  - Формирана је компанија Јуро DASS за развој одбрамбених система DASS. У почетку су у томе учествовале само Уједињено Краљевство и Италија. РАФ-ови Тајфуни користили су резултате развоја и производње Јуро DASS-а.
  - У јулу месецу, Немачка је објавила своју намеру да напусти програм. Почели су преговори о смањењу трошкова. Као и о преласку на варијанту једномоторног авиона. Немачка се определила за јефтиније системе, попут радара са авиона F/A-18 Хорнет APG-65 уместо ECR-90, а одложила је увођење овог другог савременијег за две године. Немачка је условила учешће у свим системима са тим захтевом.
  - У децембру је авион преименован у Јурофајтер 2000.
- 1994. година:
  - Направљен је први лет развојног прототипа DA1, 27. марта. DA1 је финализиран у немачкој ваздухопловној индустрији, са моторима RB199.
  - Направљен је први лет британског развојног прототипа DA2, 6. априла, који је такође полетео са моторима RB199.
- 1995. година:
  - Направљен је први лет италијанског развојног прототипа DA3, 4. јуна. То је био први лет Тајфуна, са моторима EJ200.
- 1996. година:
  - Направљен је први лет шпанског развојног прототипа, двоседа DA6, 31. августа.
- 1997. година:
  - Направљен је први лет италијанског развојног прототипа DA7, 27. јануара.
  - Направљен је први лет немачког развојног прототипа DA5, 24. фебруара, који је био први опремљен радаром ECR-90.
  - Направљен је први лет британског развојног прототипа, двоседа DA4, 14. марта.
- 1998. година:
  - Извршено је прво пуњење горива у лету Тајфуна. Испитивање је извршено у јануару, на прототипу DA2.
  - Потписан је уговор са Јурофајтер корпорацијом за производњу и подршку од 620 авиона, 30. јануара.
  - У септембру су отклоњене све дилеме и коначно је одређено име авиону, Јурофајтер тајфун.
  - Уговори су потписани по фазама (партијама) 18. децембра.
- 1999. година:
  - Прва најава Грчке 8. марта, да жели купити 60 авиона Тајфун.
  - Формирана је јединствена компанија за извоз Тајфуна, под називом Интернационални Јурофајтер (енгл. Eurofighter International).
- 2000. година:
  - Уједињено Краљевство је поручила, 16. маја, ракету дугог домета ваздух–ваздух MBDA метеор, што је значајно допринело погодностима за извоз Тајфуна.
  - Реактивиран је прототип DA2 за испитивање и истраживање у лету, 7. јула.
- 2002. година:
  - Полетео је предсеријски италијански авион двосед IPA2, 5. априла.
  - Полетео је предсеријски немачки авион IPA3, 11. априла.
  - Полетео је предсеријски британски авион, 15. априла.
  - Аустрија је најавила 2. јула, куповину 24 Тајфуна. Касније је смањена поруџбина на 15 примерака.
  - Шпански Тајфун DA6 доживео је удес, 21. новембра. Проблем је приписан недостацима мотора ЕЈ200, у раној фази развоја.
  - Настављено је испитивање мотора у лету, 11. децембра.
- 2003. година:
  - Испоручен је први серијски Тајфун немачком Луфтвафе, од укупно 180 наручених, 13. фебруара.
  - Италијански и британски серијски авиони, направили су своје прве летове 14. фебруара.
  - Шпански први серијски авион, полетео је 17. фебруара.
  - Четири Тајфуна уведена су у оперативну употребу у немачко Луфтвафе, 8. марта.
  - Земље кооперанти потписале су формални споразум о испорукама склопова авиона осталим партнерима, 30. јуна.
  - У октобру је почела интеграција ракете Метеор.
- 2004. година:
  - Испоручена су прва три шпанска Тајфуна. Они су додељени 111тој ескадрили, 11тог пука, 27. маја.
  - РАФ-ова два Тајфуна су пребачена у Сингапур на маркетиншки приказ, 27. јуна.
  - Уједињено Краљевство је потврдила поруџбину 89 авиона из друге серије, 15. децембра.
- 2005. година:
  - Италијанско ваздухопловство, прогласило је Тајфуна оперативним, 16. децембра.
  - Саудијска Арабија је најавила куповину неодређеног броја „Тајфуна“, 21. децембра.
- 2006. година:
  - Успостављена је прва оперативна ескадрила Тајфуна у Италији, у јануару.
  - Први оперативни задаци италијанских Тајфуна, били су у фебруару, за заштиту ваздушног простора изнад Торина, приликом одржавања зимске олимпијаде.
  - У априлу је успостављена прва оперативна ескадрила РАФ-а.
  - Саудијска Арабија је најавила потписивање уговора за 72 авиона, 18. августа.
- 2007. година:
  - У септембру је Шпанија поседовала 19 Тајфуна.
- 2008. година:
  - Саудијска Арабија је покренула 11. августа преговоре са намером набавке 72 Тајфуна.
  - Уједињено Краљевство је добила прва два авиона из партије 2, 21. октобра.
- 2010. година:
  - Шпански Јурофајтер двосед срушио се 24. августа. Пилот Саудијске Арабије је погинуо, а шпански пилот инструктор летења се спасао, са катапултирњем.[13][99][100][101][103][182][183]